# 12. August
Der 12. August ist der 224. Tag des gregorianischen Kalenders (der 225. in Schaltjahren), somit bleiben noch 141 Tage bis zum Jahresende.

## Ereignisse

### Politik und Weltgeschehen
- 0030 v. Chr.: Die ägyptische Pharaonin Kleopatra VII. stirbt unter ungeklärten Umständen, mutmaßlich jedoch durch Suizid.
- 0943: Auf der Welser Heide besiegt ein bayerisches Heeresaufgebot unter Herzog Berthold eindringende Magyaren. Die Ungarneinfälle lassen daraufhin für mehrere Jahre nach.
- 1099: In der Schlacht von Askalon besiegt das Kreuzfahrerheer des Ersten Kreuzzugs unter Gottfried von Bouillon die Fatimiden unter Al-Afdal Schahanschah vernichtend, die Stadt Aschkelon wird aufgrund interner Streitigkeiten aber nicht erobert.

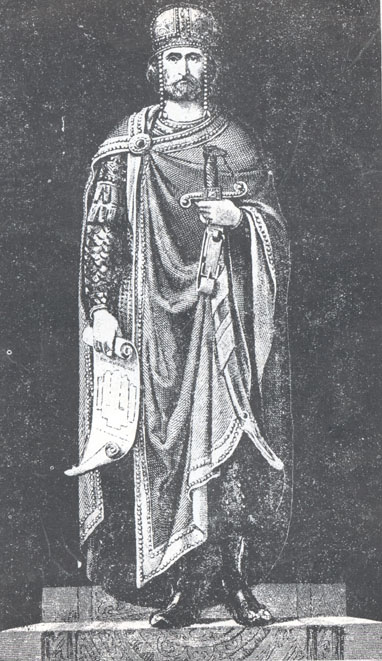
1121: Dawit IV.

- 1121: In der Schlacht am Didgori besiegt der georgische König Dawit IV. der Erbauer die Seldschuken entscheidend und öffnet damit den Weg nach Tiflis.
- 1164: In der Schlacht von Artah geraten Kreuzfahrer in einen Hinterhalt syrischer Truppen und werden vollständig besiegt.
- 1323: Im Vertrag von Nöteborg wird erstmals der Grenzverlauf zwischen Schweden und Nowgorod festgelegt.
- 1399: Tataren unter Emir Edigü und Khan Timur Kutlugh schlagen die Truppen des Großfürsten Vytautas von Litauen in der Schlacht an der Worskla, einem Nebenarm des Dnepr. Die litauische Niederlage beendet die Ambitionen Vytautas’ im Osten.
- 1530: Das seit Oktober von Truppen Karls V. belagerte Florenz kapituliert. Die vertriebenen Medici oder ihre Parteigänger verfügen in der Folgezeit wieder über die Macht in der Stadt.

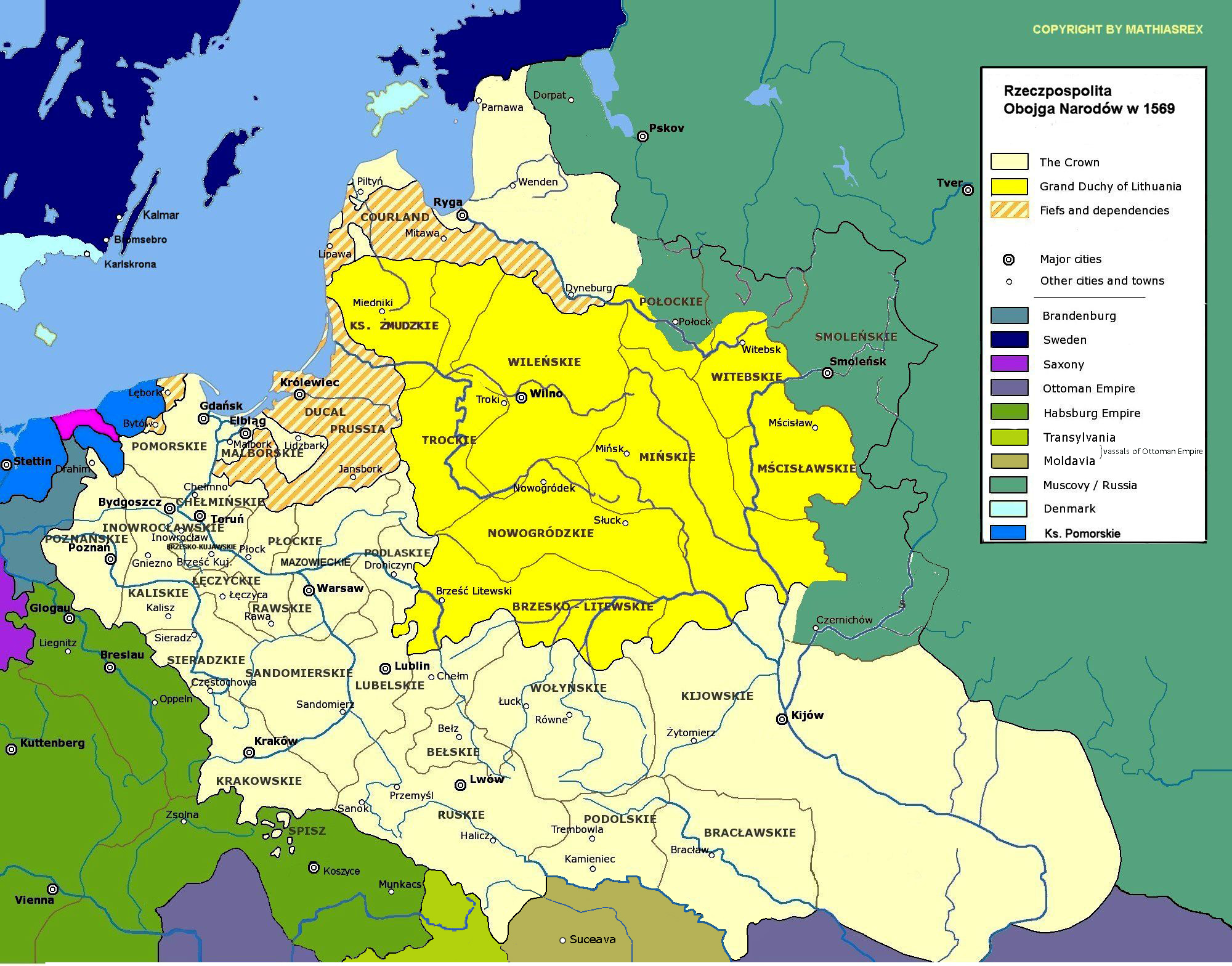
1569: Rzeczpospolita

- 1569: Der seit dem 10. Januar tagende Sejm beschließt die Union von Lublin. Die seit 1386 bestehende Personalunion zwischen dem Königreich Polen und dem Großfürstentum Litauen wird zu einer Realunion umgewandelt, es entsteht die Adelsrepublik Polen-Litauen (Rzeczpospolita).
- 1665: In der Schlacht in der Bucht von Bergen scheitert der Angriff eines englischen Geschwaders auf einen niederländischen Handelskonvoi.
- 1676: Der Wampanoag-Häuptling Metacomet, genannt King Philip, wird am Mount Hope von englischen Soldaten umstellt und erschossen. Damit endet King Philip’s War.
- 1679: Der Lake St. Clair erhält von Robert Cavelier de La Salle seinen Namen in Anlehnung an die Heilige Klara von Assisi.
- 1687: Das kaiserlich-österreichische Heer gewinnt die Schlacht bei Mohács gegen das Osmanische Reich, was den Habsburgern den Zutritt nach Ungarn und der Slowakei ermöglicht.
- 1708: Im Spanischen Erbfolgekrieg beginnt die Belagerung der französischen Stadt Lille durch die Alliierten der Großen Allianz.

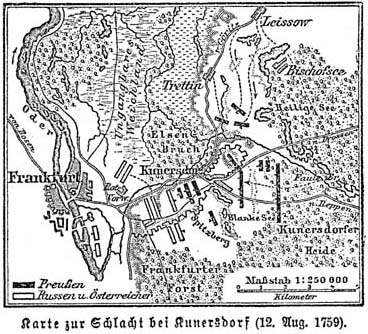
1759: Schlacht bei Kunersdorf

- 1759: In der Schlacht bei Kunersdorf erleiden die Preußen unter Friedrich II. ihre größte Niederlage im Siebenjährigen Krieg. Die Uneinigkeit der verbündeten russisch-österreichischen Truppen, die ihren Sieg nicht zu einem Vorstoß auf das ungeschützte Berlin ausnutzen, fasst Friedrich später als Mirakel des Hauses Brandenburg auf.
- 1788: Schwedische Offiziere und Adlige finden sich im Anjalabund zusammen, der sich gegen den vom absolutistisch regierenden König Gustav III. geführten Krieg gegen Russland richtet und die Einberufung eines Reichstags fordert.
- 1806: In Buenos Aires kapitulieren die durch eine britische Invasion im Land befindlichen Soldaten unter dem Befehlshaber William Beresford gegenüber den spanischen Streitkräften des späteren Vizekönigs Santiago de Liniers.
- 1813: Nach Verstreichen eines an Napoleon Bonaparte gerichteten Ultimatums löst Österreichs Außenminister Graf Klemens Wenzel Lothar von Metternich den Friedenskongress von Prag auf und erklärt den Krieg zwischen Österreich und Frankreich.
- 1833: Die Stadt Chicago wird offiziell gegründet.
- 1833: In der Schweiz löst eine Mehrheit der Kantone den Sarnerbund auf, da er nicht mit dem Bundesvertrag vereinbar sei.
- 1845: Während des Leipzigbesuchs des sächsischen Prinzen Johann erschießt das königliche Militär mehrere Leipziger Bürger. Anschließend kommt es zu Protestkundgebungen.
- 1866: Der Waffenstillstand zwischen Österreich und Italien im friaulischen Cormòns beendet den Dritten Italienischen Unabhängigkeitskrieg.
- 1898: Spanien, vertreten durch den hierzu autorisierten französischen Botschafter in den USA Jules Cambon, und die Vereinigten Staaten, vertreten durch Außenminister William R. Day, schließen in Washington D. C. einen Vorfriedensvertrag, der den Spanisch-Amerikanischen Krieg beendet.
- 1898: Die Republik Hawaii wird formell von den USA annektiert. Für sie hat die Inselgruppe im Spanisch-Amerikanischen Krieg große strategische Bedeutung. Es gibt unter den Einheimischen Widerstand und Proteste gegen die Annexion.
- 1914: Im Gefecht bei Halen findet einer der letzten großen Kavalleriekämpfe der Militärgeschichte statt.
- 1919: Mit der Verabschiedung der Bamberger Verfassung durch den Landtag erhält Bayern die erste demokratische Verfassung seiner Geschichte.
- 1921: In Berlin wird nach einem Hilfeaufruf Lenins die KPD-nahe Internationale Arbeiterhilfe gegründet, die in Notlagen aus ihrem Spendenaufkommen Unterstützungen leistet.

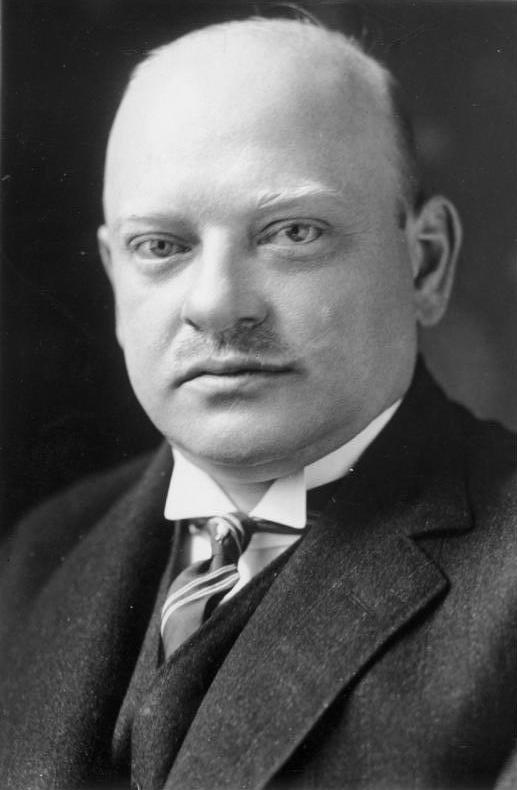
1923: Gustav Stresemann

- 1923: Gustav Stresemann wird im Deutschen Reich mit der Kabinettsbildung beauftragt, nachdem die Regierung unter Reichskanzler Wilhelm Cuno zurückgetreten ist.
- 1933: Der kubanische Diktator Gerardo Machado wird per Generalstreik gestürzt und flieht außer Landes.
- 1940: Mit einem Großangriff der deutschen Luftwaffe auf Radarstationen bei Portland und Dover und andere küstennahe Ziele beginnt die zweite Phase während der Luftschlacht um England.
- 1944: Vier Kompanien der SS-Division „Reichsführer SS“ ermorden fast alle Bewohner des italienischen Dorfs Sant’Anna di Stazzema. Unter den hunderten Opfern sind überwiegend Frauen und Kinder.
- 1949: In Genf wird eine Modifizierung der Genfer Konventionen von 18 Staaten am Ende einer diplomatischen Konferenz unterzeichnet. Unter dem Eindruck von Erfahrungen im Zweiten Weltkrieg werden vier Abkommen vereinbart, wobei jenes über den Schutz von Zivilpersonen in Kriegszeiten die wichtigste Erweiterung darstellt.

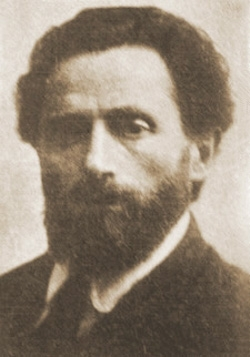
1952: Solomon Losowski

- 1952: Etwa 30 russisch-jiddische Schriftsteller, Künstler und Intellektuelle werden in der Moskauer Lubjanka in der Nacht der ermordeten Dichter hingerichtet, die genaue Zahl der Opfer ist unsicher. Viele von ihnen standen in Verbindung mit dem Jüdischen Antifaschistischen Komitee, darunter Itzik Feffer, Leib Kwitko, Solomon Abramowitsch Losowski und Perez Markisch.
- 1953: Die Sowjetunion zieht mit der Zündung einer Wasserstoffbombe im Rüstungswettlauf mit den USA gleich.
- 1961: Der Ministerrat der DDR beschließt die Einrichtung von Sperren und kontrollierten Grenzübergängen zu Westdeutschland.
- 1966: In der Londoner Braybrook Street werden drei Polizeibeamte getötet, woraufhin eine der größten Fahndungsaktionen in der Geschichte der britischen Polizei beginnt.
- 1969: Der Nordirlandkonflikt eskaliert, als Protestanten den katholischen Stadtteil Bogside in Londonderry stürmen und den 280. Jahrestag der Befreiung „Derrys“ von den Katholiken feiern. Die katholische Bevölkerung verbarrikadiert sich und liefert sich Straßenschlachten mit den Protestanten.
- 1970: Entspannungspolitik der Ära Brandt: Mit dem Moskauer Vertrag wird der erste der Ostverträge unterzeichnet.
- 1978: Japanisch-chinesische Beziehungen: Japan unterzeichnet mit China den Chinesisch-Japanischen Friedens- und Freundschaftsvertrag als Reaktion auf die „Ping-Pong-Diplomatie“ der USA.
- 1980: Im Vertrag von Montevideo gründen elf überwiegend südamerikanische Staaten die Lateinamerikanische Integrationsvereinigung.
- 1990: Die westdeutsche FDP vereinigt sich auf einem Sonderparteitag in Hannover mit dem Bund Freier Demokraten, der Deutschen Forumpartei (DFP) und der F.D.P. der DDR. Im Bund Freier Demokraten haben sich zwei Blockparteien der DDR, die LDPD und der NDPD, zusammengeschlossen.
- 2004: Schweden gibt bekannt, die Bevölkerungszahl von genau neun Millionen Einwohnern erreicht zu haben.
- 2006: Der UN-Sicherheitsrat beschließt einstimmig die Resolution 1701 zur Beendigung des Krieges im Libanon zwischen Israel und der Hisbollah.
- 2013: Ungeachtet neuer Enthüllungen in der Globalen Überwachungs- und Spionageaffäre erklärt Kanzleramtsminister Ronald Pofalla die gegen die beteiligten Geheimdienste erhobenen Vorwürfe für „vom Tisch“ und dass es „keine millionenfache Grundrechtsverletzung“ in Deutschland gegeben habe.

### Wirtschaft
- 1851: Isaac Merritt Singer erhält ein Patent auf die erste einsatzfähige Nähmaschine.
- 1860: Die Westbahn von Wien nach Salzburg wird feierlich eröffnet.
- 1908: Die Produktion des Ford Modell T (umgangssprachlich auch Tin Lizzie, dt. Blechliesel, genannt) wird aufgenommen.

### Wissenschaft und Technik
- 1812: Die erste Zahnradbahn nimmt in England ihren Betrieb auf. Sie verbindet zum Kohletransport eine Kohlenzeche in Middleton mit Leeds.
- 1821: Die Universidad de Buenos Aires wird als erste Hochschule Argentiniens gegründet.
- 1877: Der Marsmond Deimos wird von Asaph Hall entdeckt.
- 1960: Mit dem Ballonsatelliten Echo 1 wird von der NASA ein erster passiver Kommunikationssatellit in eine Erdumlaufbahn gebracht.
- 1962: Der Kosmonaut Pawel Popowitsch startet an Bord der Wostok 4 in den Weltraum, genau 24 Stunden nach Wostok 3 mit Andrijan Nikolajew. Damit befinden sich erstmals zwei bemannte Raumfahrzeuge gleichzeitig in einer Erdumlaufbahn.
- 1977: Die Prototyp-Raumfähre Enterprise, aus dem Space-Shuttle-Programm, absolviert ihren ersten Freiflug.
- 1981: Der IBM Personal Computer wird angekündigt und als offene Computerarchitektur im Laufe der Jahre zur meistverbreiteten Computerarchitektur aller Zeiten.
- 1986: Tunnelanschlag für die Errichtung der Weströhre des Karawankentunnels in Slowenien.

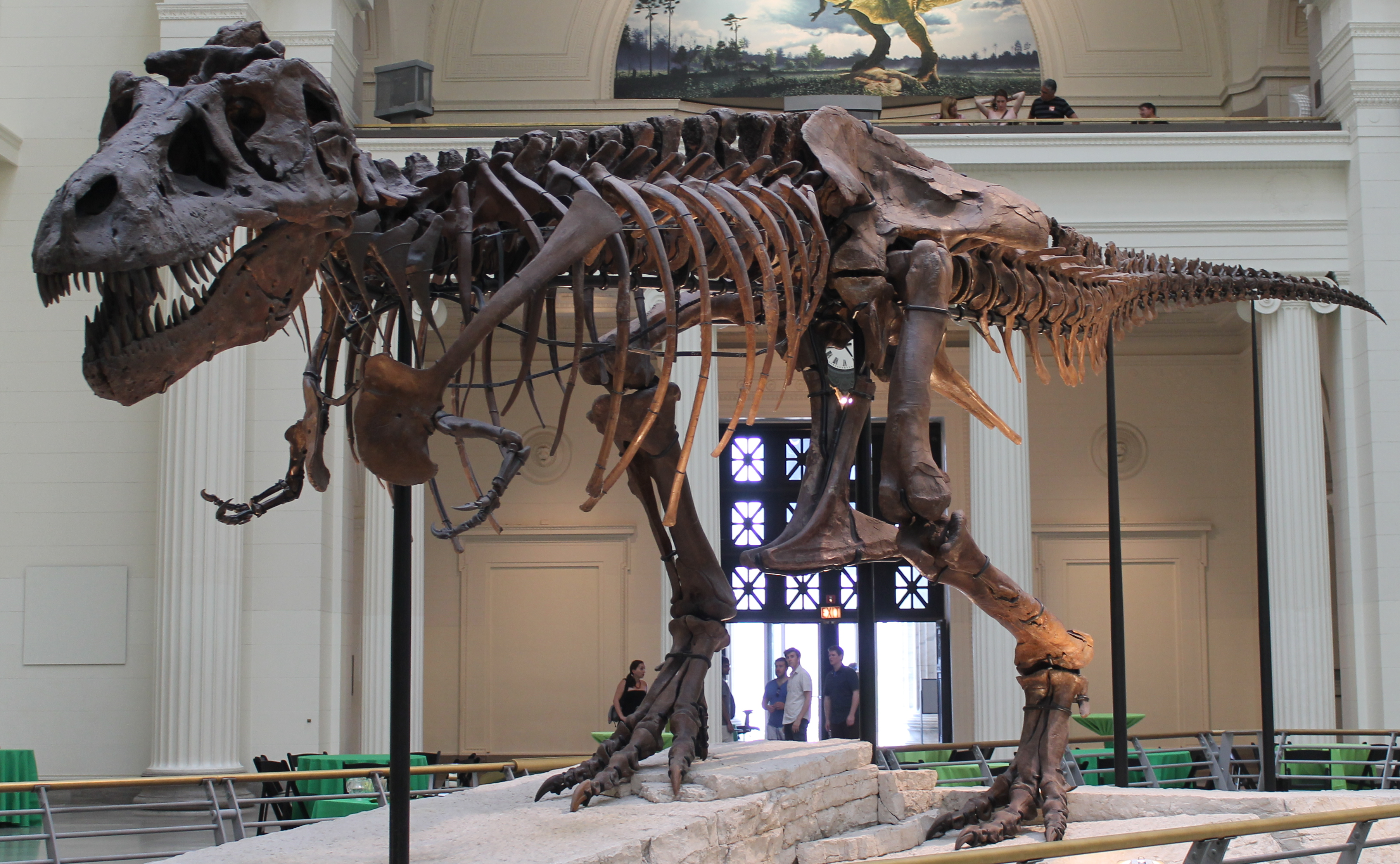
1990: Sue

- 1990: Die amerikanische Paläontologin Sue Hendrickson entdeckt in South Dakota ein fossilisierten Skeletts von Tyrannosaurus rex. Das Skelett, bei dem es sich um das bisher vollständigste und am besten erhaltene gefundene Exemplar dieser Art handelt, befindet sich heute im Field Museum of Natural History in Chicago und trägt zu Ehren der Entdeckerin den Namen Sue.
- 2005: Die Raumsonde Mars Reconnaissance Orbiter der NASA bricht auf den Weg Richtung Mars auf, den sie am 10. März 2006 erreicht.
- 2018: Die NASA-Raumsonde Parker Solar Probe, zur Erforschung der Sonnenkorona, wird gestartet.

### Kultur
- 1845: Die Oper Alzira von Giuseppe Verdi wird im Teatro San Carlo in Neapel uraufgeführt.

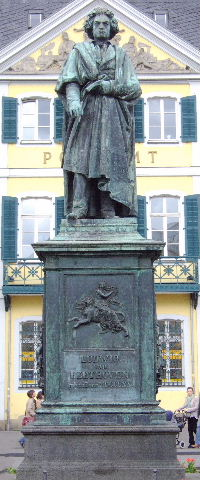
1845: Beethovendenkmal

- 1845: Auf dem Bonner Münsterplatz wird das von Ernst Hähnel entworfene und von Jacob Daniel Burgschmiet ausgeführte Beethoven-Denkmal feierlich enthüllt. Begleitet wird die Enthüllungsfeierlichkeit von einem mehrtägigen Fest, bei dem Franz Liszt Regie führt. Als Veranstaltungsort entsteht die erste Beethovenhalle.
- 1922: Das Salzburger große Welttheater von Hugo von Hofmannsthal, als Nachdichtung von Calderóns Das große Welttheater, wird unter der Regie von Max Reinhardt in der Salzburger Kollegienkirche uraufgeführt.
- 2017: Die Dokumentation Mrs. Fang des chinesischen Regisseurs Wang Bing gewinnt den Goldenen Leoparden des 70. Locarno Film Festivals.

### Religion
- 1868: Bahāʾullāh, der Gründer der Bahai-Religion, wird von der osmanischen Regierung von Adrianopel nach Akkon deportiert.
- 1897: In der Enzyklika Augustissimae Virginis Mariae empfiehlt Papst Leo XIII. jeder kirchlichen Gemeinde das Gründen einer Rosenkranzbruderschaft. Sie soll durch Beten des Rosenkranzes die Frömmigkeit fördern.
- 1950: Papst Pius XII. veröffentlicht Humani generis, ein Apostolisches Rundschreiben, das modernistische Lehren in der Kirche verurteilt.
- 1951: Gründung der „Deutschen Missionsgemeinschaft, Verein für Wohltätigkeit e. V.“, heute DMG interpersonal, ein christliches Hilfs- und Missionswerk mit heute 350 Mitarbeitern in 76 Ländern weltweit.

### Katastrophen

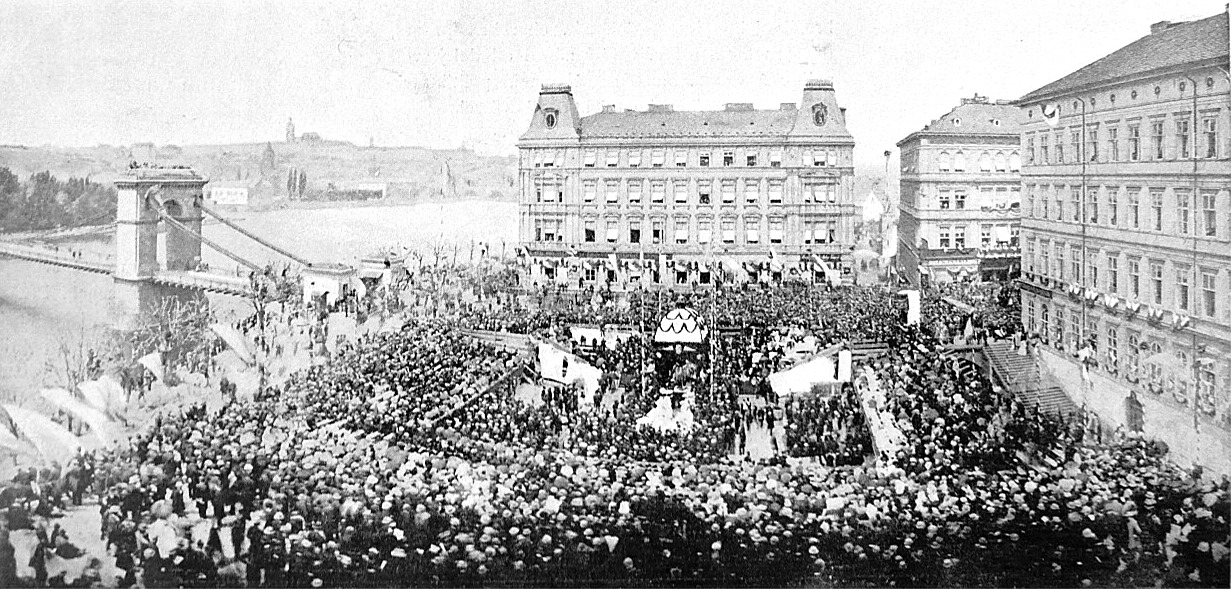
1881: Nationaltheater Prag

- 1881: Feuer im Nationaltheater Prag. Das Messingdach, die Bühne und der Zuschauerraum brennen völlig nieder.
- 1953: Das schwere Erdbeben auf Kefalonia und Zakynthos 1953 zerstört beide Inseln nahezu völlig.
- 1985: Japan-Air-Lines-Flug 123, eine Boeing 747 auf dem Weg von Tokio nach Osaka, prallt gegen den Berg Takamagahara. Von den 524 Personen an Bord überleben nur vier das Unglück; es ist der nach Opferzahlen schwerste Flugunfall der Geschichte mit nur einem Flugzeug.
- 2000: Das russische Atom-U-Boot Kursk sinkt nach mehreren Explosionen in der Barentssee. Die gesamte Besatzung von 118 Mann kommt dabei ums Leben.
- 2015: Bei zwei massiven Explosionen in der nordchinesischen Hafenstadt Tianjin sterben 173 Menschen und fast 800 werden verletzt.

Kleinere Unglücksfälle sind in den Unterartikeln von Katastrophe und in der Liste von Katastrophen aufgeführt.

### Natur und Umwelt
- 1883: Im Artis-Zoo in Amsterdam stirbt das weltweit letzte Exemplar des Quaggas, einer untypisch gefärbten Unterart des Steppenzebras.

### Sport
- 1901: In Luzern wird der Fußballverein FC Luzern gegründet.
- 1904: In Rio de Janeiro wird der Fußballverein Botafogo Football Club gegründet.

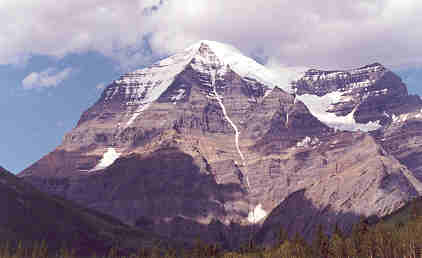
1913: Mount Robson

- 1913: Konrad Kain führt die Erstbesteigung des Mount Robson, des höchsten Bergs der kanadischen Rocky Mountains, durch.
- 1928: Mit der Abschlussfeier enden die IX. Olympischen Sommerspiele in Amsterdam.
- 1946: Der Fußballverein Sampdoria Genua entsteht aus der Fusion der beiden Vereine SG Sampierdarenese und SG Andrea Doria.
- 2012: Die Abschlussfeier der XXX. Olympischen Sommerspiele findet im Londoner Olympiastadion statt.

Einträge von Leichtathletik-Weltrekorden befinden sich unter der jeweiligen Disziplin unter Leichtathletik.

## Geboren

### Vor dem 17. Jahrhundert

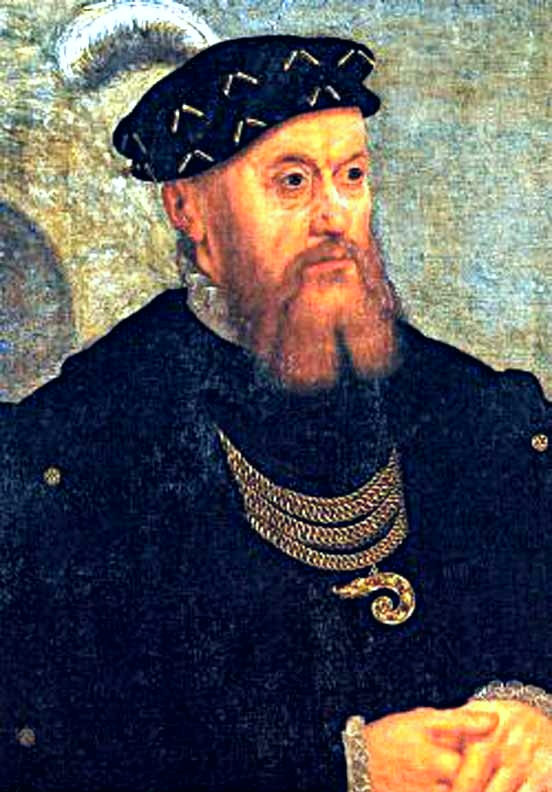
Christian III. (* 1503)

- 1503: Christian III., König von Dänemark und Norwegen
- 1506: Franciscus Sonnius, Bischof von Antwerpen
- 1517: Peter Ernst I. von Mansfeld, Feldmarschall in spanischen Diensten, Statthalter der Spanischen Niederlanden
- 1521: Jacob Heerbrand, deutscher Theologe und Reformator
- 1538: Maria von Portugal, Erbprinzessin von Parma und Piacenza
- 1566: Isabella Clara Eugenia von Spanien, Statthalterin der Spanischen Niederlande
- 1575: Johann Gottfried von Aschhausen, Fürstbischof von Bamberg und Würzburg, Hexenverfolger
- 1589: Domenico Fiasella, italienischer Maler
- 1589: Ulrich von Pommern, Bischof von Cammin
- 1590: Johann Ludwig von Nassau-Hadamar, deutscher Adeliger
- 1591: Luise von Marillac, französische Geistliche und Ordensgründerin, Heilige

### 17. Jahrhundert
- 1604: David Lindner, deutscher Rechtswissenschaftler
- 1604: Tokugawa Iemitsu, 3. Shogun des Tokugawa-Shogunats
- 1626: Giovanni Legrenzi, italienischer Komponist (Taufdatum)

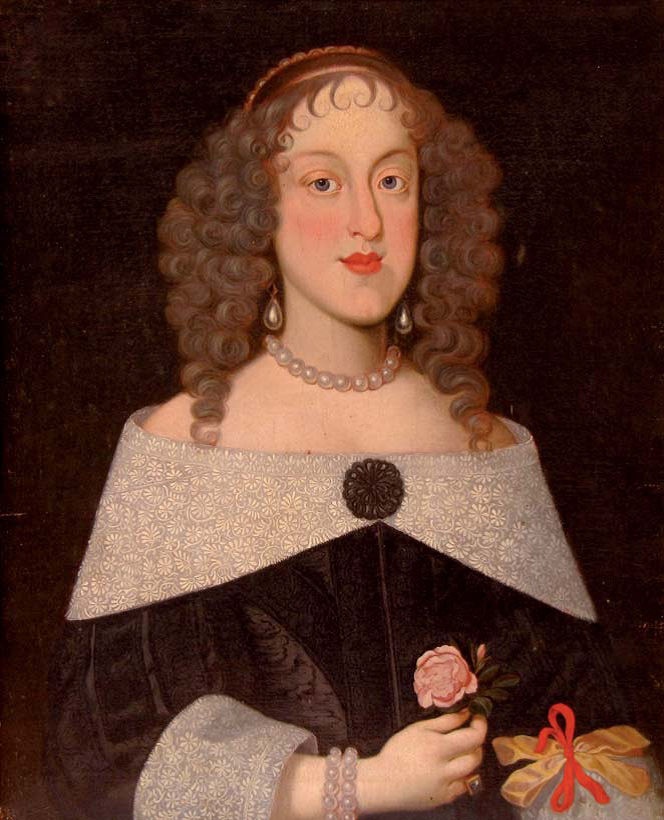
Isabella Clara von Österreich (* 1629)

- 1629: Isabella Clara von Österreich, Herzogin von Mantua
- 1634: Adam Colonia, niederländischer Maler
- 1644: Heinrich Ignaz Franz Biber, böhmischer Geiger und Komponist (Taufdatum)
- 1646: Luise Elisabeth von Kurland, deutsch-baltische Adlige, Landgräfin von Hessen-Homburg
- 1647: Johann Heinrich Acker, deutscher Theologe und Schriftsteller
- 1647: Eberhard Werner Happel, deutscher Romanautor
- 1666: Antonio Balestra, italienischer Maler, Zeichner und Kupferstecher
- 1666: Odoardo II. Farnese, Sohn und Erbe des Herzogs Ranuccio II. Farnese von Parma und Piacenza
- 1668: Johann Rudolf Victor von Pretlack, General der Kavallerie und Generalfeldmarschall-Lieutenant
- 1674: Maria von Lothringen, Fürstin von Monaco
- 1676: Dorothea Friederike von Brandenburg-Ansbach, deutsche Adlige
- 1682: Simon Paul Hilscher, deutscher Mediziner
- 1682: Martin Kugler, österreichischer Steinmetzmeister und Bildhauer
- 1688: Christian, Fürst von Nassau-Dillenburg
- 1696: Maurice Greene, englischer Komponist und Organist

### 18. Jahrhundert

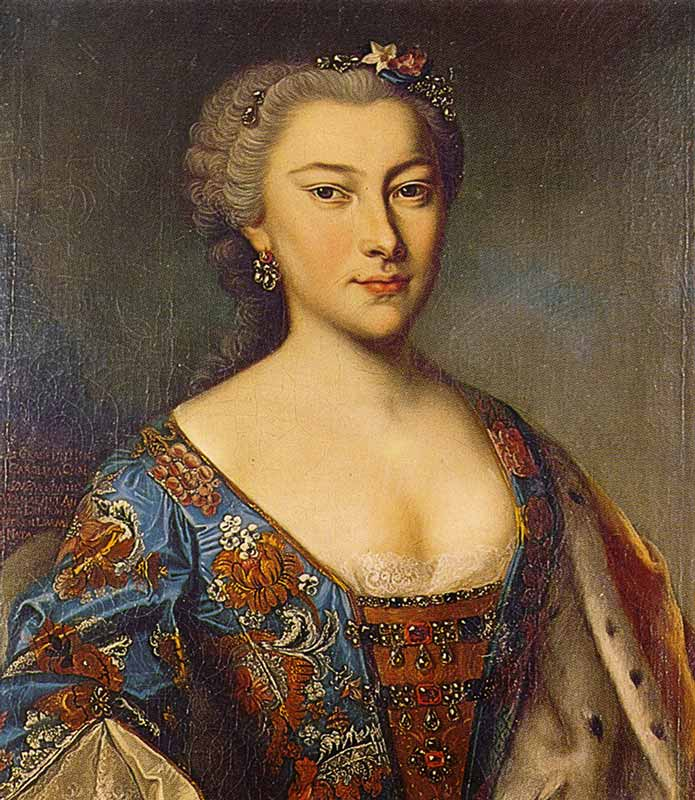
Karoline von Nassau-Saarbrücken (* 1704)

- 1704: Karoline von Nassau-Saarbrücken, durch Heirat Pfalzgräfin und Herzogin von Pfalz-Zweibrücken
- 1711: Johann Stapf, süddeutscher Bildhauer und Bausachverständiger
- 1716: Johann Jakob Simmler, Schweizer evangelischer Geistlicher und Kirchenhistoriker
- 1720: Conrad Ekhof, deutscher Schauspieler
- 1722: Giuseppe Baldrighi, italienischer Maler des Rokoko
- 1753: Johann Konrad Holzach, Schweizer Theologe und Schulleiter
- 1756: François de Beauharnais, französischer Adeliger
- 1756: William Tilghman, US-amerikanischer Jurist und Politiker
- 1757: Louisa Stuart, britische Schriftstellerin
- 1759: Thomas Andrew Knight, britischer Botaniker und Pomologe

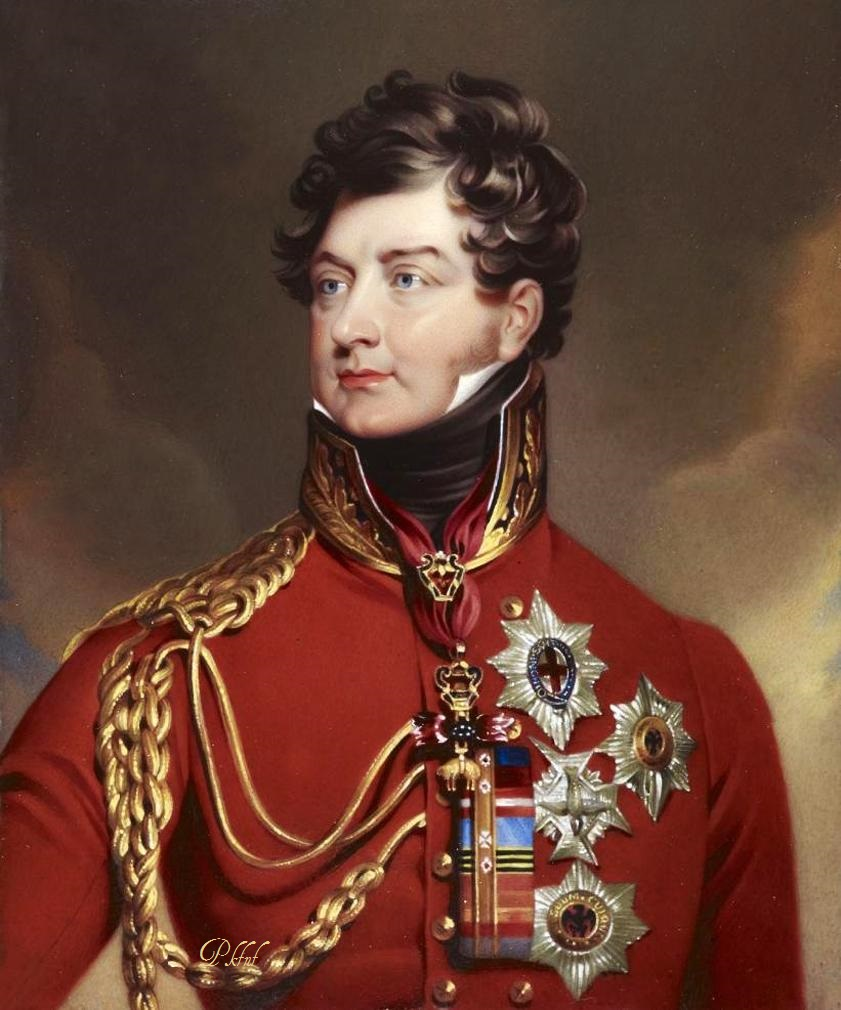
Georg IV. (* 1762)

- 1762: Georg IV., König von Großbritannien, Irland und Hannover
- 1762: William Branch Giles, US-amerikanischer Politiker
- 1762: Christoph Wilhelm Hufeland, deutscher Arzt, Sozialhygieniker und Volkserzieher
- 1767: August Ferdinand Ludwig Dörffurt, deutscher Apotheker und Bürgermeister von Wittenberg
- 1767: Friederike Leisching, deutsche Malerin und Zeichnerin
- 1774: August Ludwig Diemer, deutscher Rechtsgelehrter
- 1774: Robert Southey, britischer Dichter, Geschichtsschreiber und Kritiker
- 1776ː Henriette Danneskiold-Samsøe, dänische Unternehmerin und Gutsbesitzerin
- 1779: Georg, Großherzog zu Mecklenburg-Strelitz
- 1781: Robert Mills, US-amerikanischer Architekt und Kartograf
- 1790: Franz von Soden, deutscher Oberstleutnant, Historiker und Ritter der Ehrenlegion
- 1791: Joseph von Arneth, österreichischer Archäologe und Numismatiker
- 1794: Jacques Martin, Schweizer evangelische Geistlicher
- 1796: Hermann Ernst Endemann, deutscher Jurist
- 1797: Manuel Aguilar Chacón, Präsident von Costa Rica
- 1800: Jean-Jacques Ampère, französischer Historiker, Philologe und Schriftsteller

### 19. Jahrhundert

#### 1801–1850
- 1801: Julius Heinrich Petermann, deutscher Orientalist
- 1805: Ernst Theodor Echtermeyer, deutscher Schriftsteller, Literaturhistoriker, Ästhetiker und Philosoph

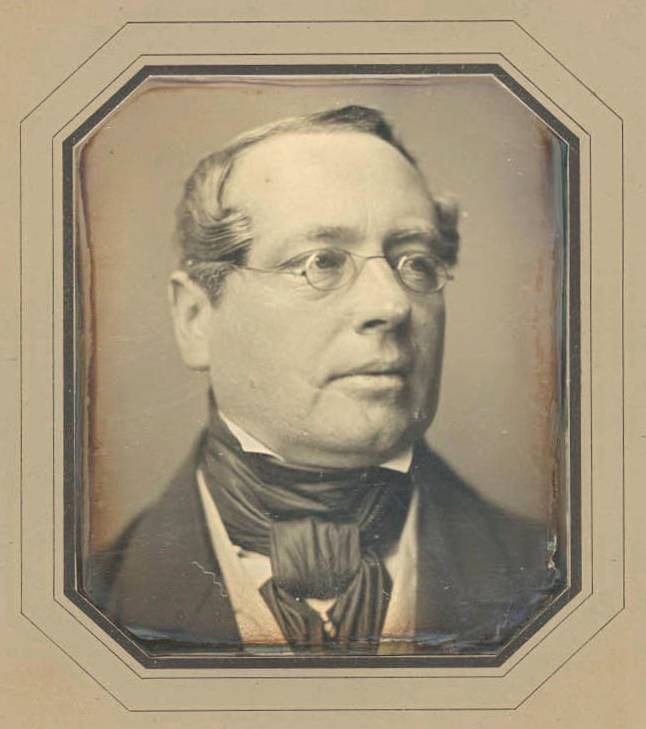
Karl Rodbertus (* 1805)

- 1805: Karl Rodbertus, deutscher Ökonom, Begründer des Staatssozialismus
- 1806: Adolphe Granier de Cassagnac, französischer Publizist
- 1807: Bernhard Hirzel, Schweizer reformierter Theologe und Orientalist
- 1808: Karl Gustav Geib, deutscher Kriminalist und Professor, Sekretär und Lehrer König Ottos von Griechenland
- 1809: William Huntington Russell, US-amerikanischer Mitgründer der Yale-Geheimgesellschaft Skull and Bones
- 1811: Hermann Püttmann, deutscher Publizist, Herausgeber, Journalist und Kunstkritiker des Vormärz
- 1812: Samuel Stehman Haldeman, US-amerikanischer Natur- und Sprachforscher
- 1819: George Hesekiel, deutscher Journalist und Schriftsteller
- 1820ː Awdotja Jakowlewna Panajewa, russische Schriftstellerin
- 1825: Frederick Ouseley, britischer Komponist
- 1825: Władysław Taczanowski, Politiker der polnischen Minderheit im Deutschen Reich, MdR
- 1829: John Horace Forney, US-amerikanischer General

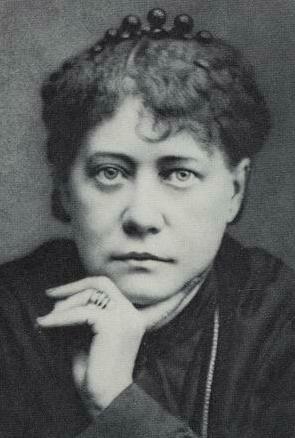
Helena Blavatsky (* 1831)

- 1831: Helena Petrovna Blavatsky, US-amerikanische Okkultistin und Schriftstellerin deutsch-russischer Herkunft
- 1831: Friedrich Klopfleisch, deutscher Prähistoriker und Kunsthistoriker
- 1832: Peter Soemer, deutscher Theologe und Dichter
- 1834: Maximilian von Feilitzsch, deutscher Politiker, bayrischer Staatsminister des Innern
- 1839: Hermann Baumstark, deutscher Theologe
- 1840: Adolf Dorner, deutscher Pädagoge
- 1841: Franz Schwechten, deutscher Architekt
- 1843: Rudolf von Borries, deutscher Rittergutsbesitzer, Regierungsbeamter und Politiker
- 1843: Colmar von der Goltz, preußischer Generalfeldmarschall und militärischer Historiker
- 1844: Bernhard Schwarz, deutscher Afrikaforscher
- 1846: Ludwig Jeep, deutscher Altphilologe
- 1846: Rudolf Rieck, deutscher Fabrikant und Politiker
- 1847: Raimund Grübl, österreichischer Jurist und Politiker
- 1849: Abbott Thayer, US-amerikanischer Maler

#### 1851–1875
- 1852: Leo von Abbema, deutscher Architekt
- 1854: Ignát Herrmann, tschechischer Schriftsteller, Humorist und Redakteur
- 1855: Georg Triller, deutscher katholischer Theologe, Domdekan und Generalvikar im Bistum Eichstätt

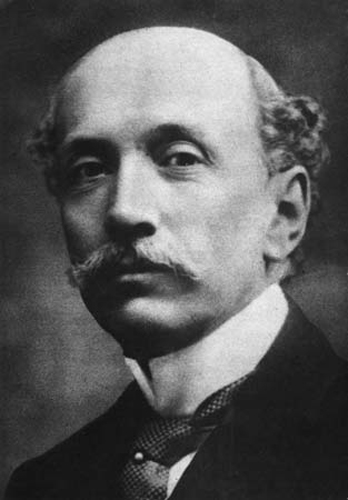
Eduardo Dato (* 1856)

- 1856: Eduardo Dato, spanischer Politiker, Ministerpräsident
- 1857: Ernestine von Kirchsberg, österreichische Landschaftsmalerin
- 1858: Alessandro Lualdi, Erzbischof von Palermo und Kardinal der römisch-katholischen Kirche
- 1859: Ludwig Außerwinkler, deutscher Chemiker und Fotograf
- 1860: Klara Hitler, Mutter von Adolf Hitler
- 1861: Johannes Meinhold, deutscher evangelischer Theologe
- 1862: Martin Brendel, deutscher Astronom
- 1862: Alfred Kaiser, Schweizer Afrika- und Sinaiforscher

Frederick Richard Simms (* 1863)

- 1863: Frederick Richard Simms, britischer Industrieller und Automobilpionier
- 1864: Kuno von Westarp, deutscher Jurist, Verwaltungsbeamter und Politiker, MdR
- 1865: Josef Deitmer, deutscher katholischer Theologe, Weihbischof in Breslau mit Sitz in Berlin
- 1866: Jacinto Benavente, spanischer Dramatiker, Nobelpreisträger
- 1866: Anna Lavinia Van Benschoten, US-amerikanische Mathematikerin
- 1866: Brynolf Wennerberg, schwedischer Plakatkünstler und Maler
- 1867: Edith Hamilton, deutsch-US-amerikanische Schriftstellerin
- 1868: Johann Baptist Eisenring, Schweizer Jurist und katholisch-konservativer Politiker
- 1868: David Farbstein, Schweizer Politiker
- 1869: Edmund von Strauß, österreichischer Dirigent
- 1871: Gustavs Zemgals, lettischer Politiker
- 1872: Marie Louise von Schleswig-Holstein-Sonderburg-Augustenburg, Mitglied der britischen königlichen Familie
- 1875: Phokion Naoúm, deutscher Sprengstoffchemiker

#### 1876–1900

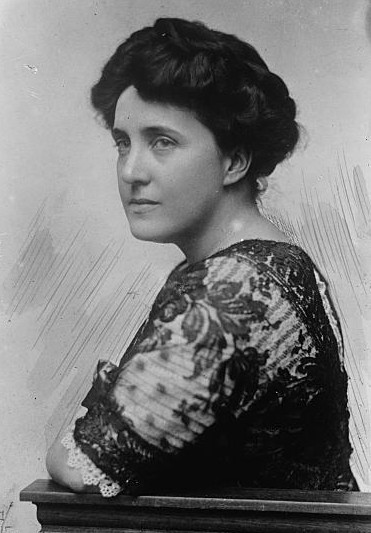
Mary Roberts Rinehart (* 1876)

- 1876: Mary Roberts Rinehart, US-amerikanische Schriftstellerin
- 1976ː Meta Plückebaum, deutsche Malerin und Grafikerin
- 1877: Anders Brems, dänischer Sänger, Klarinettist und Musikpädagoge
- 1880: Radclyffe Hall, britische Schriftstellerin
- 1880: Christy Mathewson, US-amerikanischer Baseballspieler
- 1881: Alexander Michailowitsch Gerassimow, russischer Maler
- 1881: Cecil B. DeMille, US-amerikanischer Regisseur und Filmproduzent
- 1883: Lorenz Bock, deutscher Jurist und Politiker, MdL, Landesminister, Ministerpräsident
- 1883: Marion Lorne, US-amerikanische Schauspielerin
- 1884: David Bergelson, sowjetisch-jiddischer Schriftsteller
- 1884: Fulco Ruffo di Calabria, italienischer Jagdflieger
- 1885: Alexander Albrecht, slowakischer Komponist und Kirchenmusiker
- 1886: Marianne Fieglhuber-Gutscher, österreichische Malerin
- 1886: Evalyn Walsh McLean, US-amerikanischer Unternehmerstochter, letzte private Besitzerin des Hope-Diamanten
- 1887: Helene Roth, Schweizer Malerin

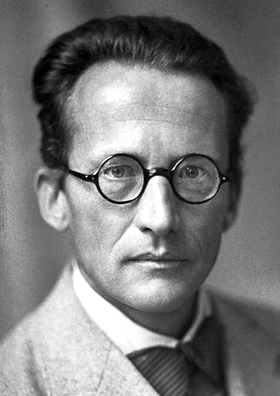
Erwin Schrödinger (* 1887)

- 1887: Erwin Schrödinger, österreichischer Physiker und Wissenschaftstheoretiker, Nobelpreisträger
- 1888: Walter Georgii, deutscher Meteorologe
- 1889: Luis Miguel Sánchez Cerro, peruanischer General und Politiker, Staatspräsident
- 1890: Stella Harf, deutsche Schauspielerin
- 1891: Karl Aulitzky, österreichischer Altphilologe und Gymnasiallehrer
- 1891: Lutz Götz, deutscher Schauspieler
- 1892: Maria Olszewska, deutsche Opernsängerin
- 1892: Ray Schalk, US-amerikanischer Baseballspieler und -manager
- 1893: Thea Hucke, deutsche Malerin
- 1893: Willy Marschler, deutscher Politiker

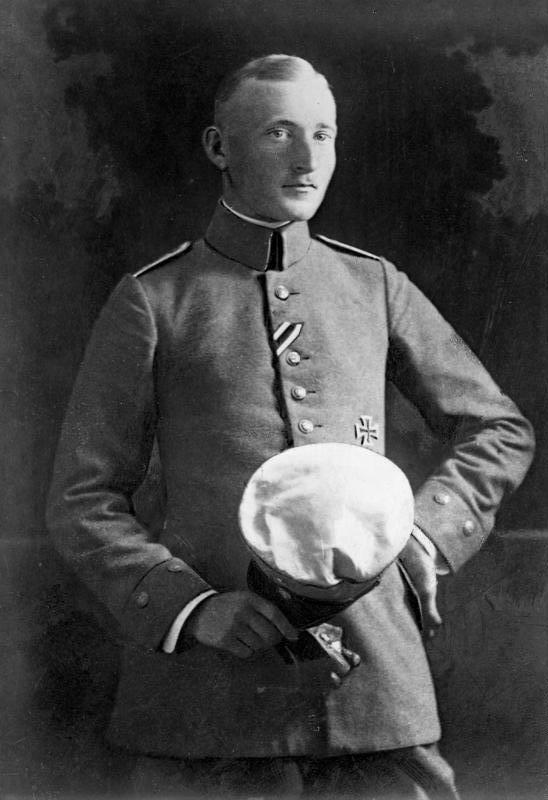
Albert Leo Schlageter (* 1894)

- 1894: Albert Leo Schlageter, deutscher Offizier und Freikorpskämpfer
- 1894: Hermann Teuber, deutscher Maler und Graphiker
- 1895: Walter Smith, US-amerikanischer Old-Time-Musiker
- 1896: Ejner Federspiel, dänischer Schauspieler
- 1896: Otto Haußleiter, deutscher Staatswissenschaftler und Verwaltungsbeamter
- 1896: Tsunenohana Kan’ichi, japanischer Sumōringer, 31. Yokozuna
- 1897: Manuel Blancafort i de Rosselló, katalanischer Komponist
- 1897: Gerhard Pfahler, deutscher Psychologe, Erziehungswissenschaftler
- 1897: Otto von Struve, russisch-US-amerikanischer Astronom
- 1898: Karl Auer, deutscher Fußballspieler
- 1898: Oskar Homolka, österreichischer Schauspieler
- 1899: Peter Altmeier, deutscher Politiker, MdL, Landesminister, Ministerpräsident von Rheinland-Pfalz
- 1899: Alfred Kantorowicz, deutscher Schriftsteller
- 1899: Fernand Pousse, französischer Automobilrennfahrer
- 1899: Thea Rasche, deutsche Pilotin und Journalistin
- 1899: Zoltán Török, ungarischer Ruderer
- 1900: Elisabeth Freifrau von und zu Guttenberg, deutsche Adelige, Gründerin und Vorsitzende mehrerer sozial-karitativer Einrichtungen und Organisationen
- 1900: Lisa Ullrich, deutsche Politikerin, MdR, Widerstandskämpferin gegen den Nationalsozialismus

### 20. Jahrhundert

#### 1901–1925
- 1901: Anton Lamprecht, deutscher Maler
- 1901: Else Schmitz-Gohr, deutsche Komponistin, Pianistin, Hochschullehrerin
- 1902: Franz Etzel, deutscher Politiker, MdB, Bundesfinanzminister

Gretel Schulter-Hostedde (* 1902)

- 1902: Gretel Schulte-Hostedde, deutsche Bildhauerin und Keramikerin
- 1903: Walter Bodmer, Schweizer Maler und Bildhauer
- 1903: Mario Nasalli Rocca di Corneliano, Kardinal der römisch-katholischen Kirche
- 1904: Margret Bilger, österreichische Künstlerin
- 1904: Alexei Nikolajewitsch Romanow, russischer Zarewitsch
- 1904: Liselotte Schramm-Heckmann, deutsche Bildnis-, Figuren- und Landschaftsmalerin, Kostümzeichnerin
- 1905: Giordano Aldrighetti, italienischer Motorrad- und Automobilrennfahrer
- 1905: Hans Urs von Balthasar, Schweizer katholischer Theologe und Kardinal
- 1905: Karl Paryla, österreichischer Schauspieler und Regisseur
- 1906: Harry Hopman, australischer Tennisspieler
- 1907: Gladys Bentley, afroamerikanische Blues-Sängerin und Entertainerin
- 1907: Étienne Hajdú, französischer Bildhauer ungarischer Abstammung

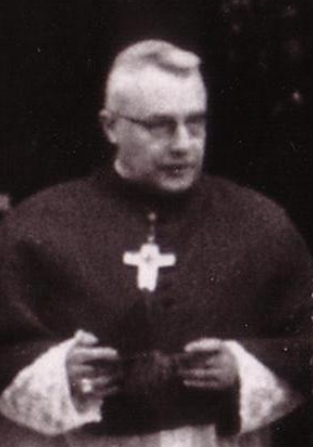
Josef Stangl (* 1907)

- 1907: Josef Stangl, Bischof von Würzburg
- 1907: Miguel Torga, portugiesischer Schriftsteller
- 1908: Nina Wladimirowna Makarowa, russische Komponistin
- 1909: Bedřich Nikodém, tschechischer Komponist, Texter, Musiker und Tischtennisspieler
- 1909: Franz Six, deutscher SS-General, Einsatzgruppenleiter, Beteiligter am Holocaust und Kriegsverbrecher
- 1910: Gustav Lantschner, österreichisch-deutscher Skirennläufer
- 1910: Bruno Leuschner, deutscher Politiker, Mitglied des Politbüros des ZK der SED und Vorsitzender der Staatlichen Plankommission der DDR
- 1910: Heinrich Sutermeister, Schweizer Komponist
- 1910: Jane Wyatt, US-amerikanische Schauspielerin
- 1911: Hubert Armbruster, deutscher Jurist und Professor
- 1911: Cantinflas, mexikanischer Schauspieler, Sänger, Komiker und Produzent
- 1912: Samuel Fuller, US-amerikanischer Regisseur, Drehbuchautor und Schauspieler
- 1912: Rex Griffin, US-amerikanischer Old-Time- und Country-Musiker
- 1913: Raphael Armattoe, ghanaischer Arzt, Autor und Poet
- 1913: Ajahn Maha Bua Nanasampanno, thailändischer Mönch und Abt des Klosters Wat Pa Ban Tat

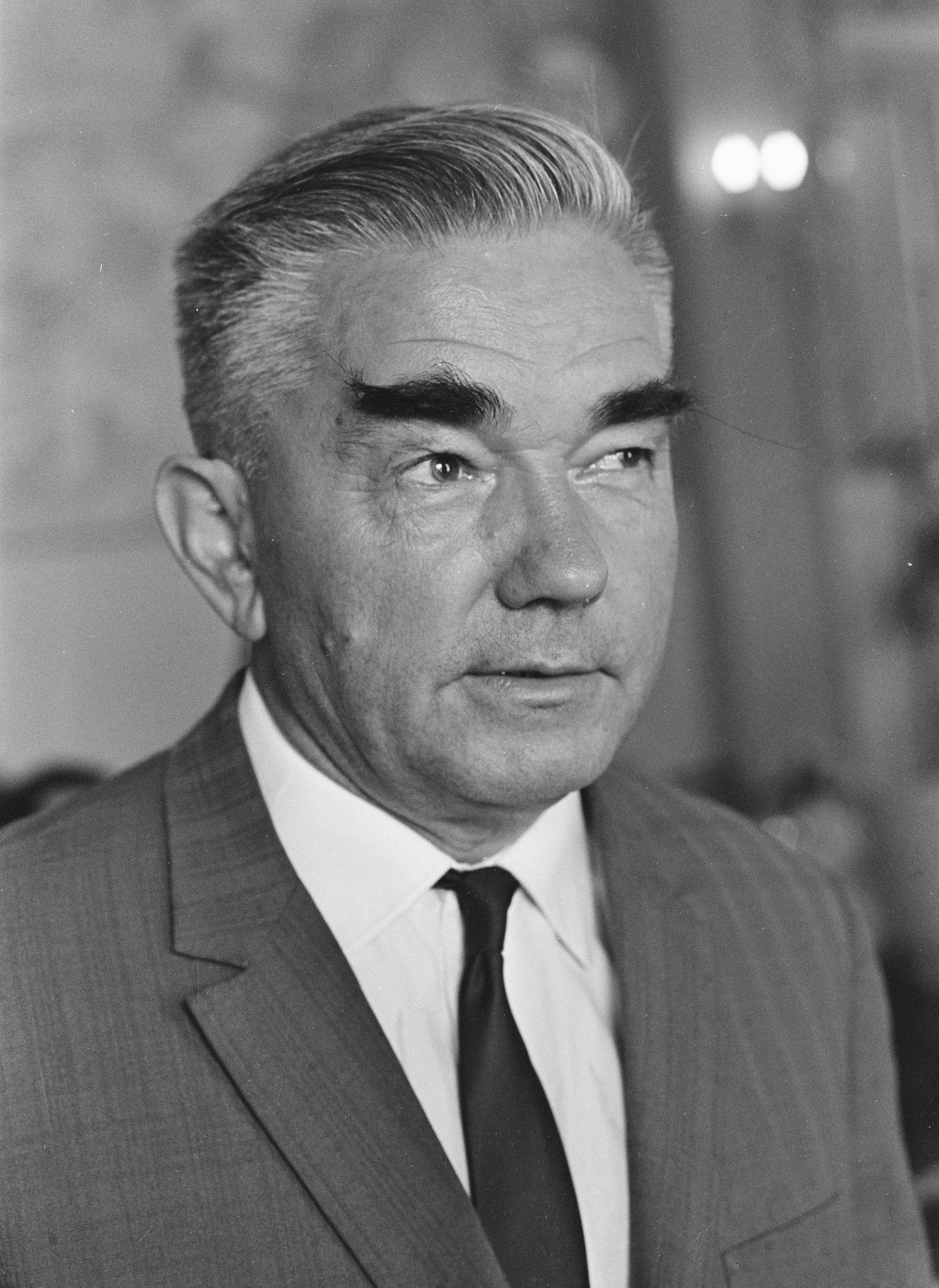
Alexander Kotow (* 1913)

- 1913: Alexander Alexandrowitsch Kotow, russischer Schachspieler und -autor
- 1914: Hans Theilig, deutscher Handballspieler
- 1916: Ralph Nelson, US-amerikanischer Regisseur und Drehbuchautor
- 1916: Mario Prassinos, griechisch-französischer Maler
- 1917: Adolf Burger, slowakischer Buchdrucker und Holocaust-Überlebender, Augenzeuge der Aktion Bernhard
- 1917: Ebba Haslund, norwegische Schriftstellerin
- 1917: Hanns Anselm Perten, deutscher Schauspieler, Regisseur und Theaterintendant
- 1919: Margaret Burbidge, britische Astrophysikerin
- 1919: Marcel Naville, Schweizer Bankier, Präsident des Internationalen Komitees vom Roten Kreuz
- 1920: Hans Marquardt, deutscher Verleger
- 1920: János Percz, ungarischer Designer und Grafiker
- 1921: Martin Appelfeller, deutscher Generalmajor des MfS
- 1921: Walter M. Jefferies, US-amerikanischer Szenenbildner
- 1922: Humphrey Atkins, britischer Politiker

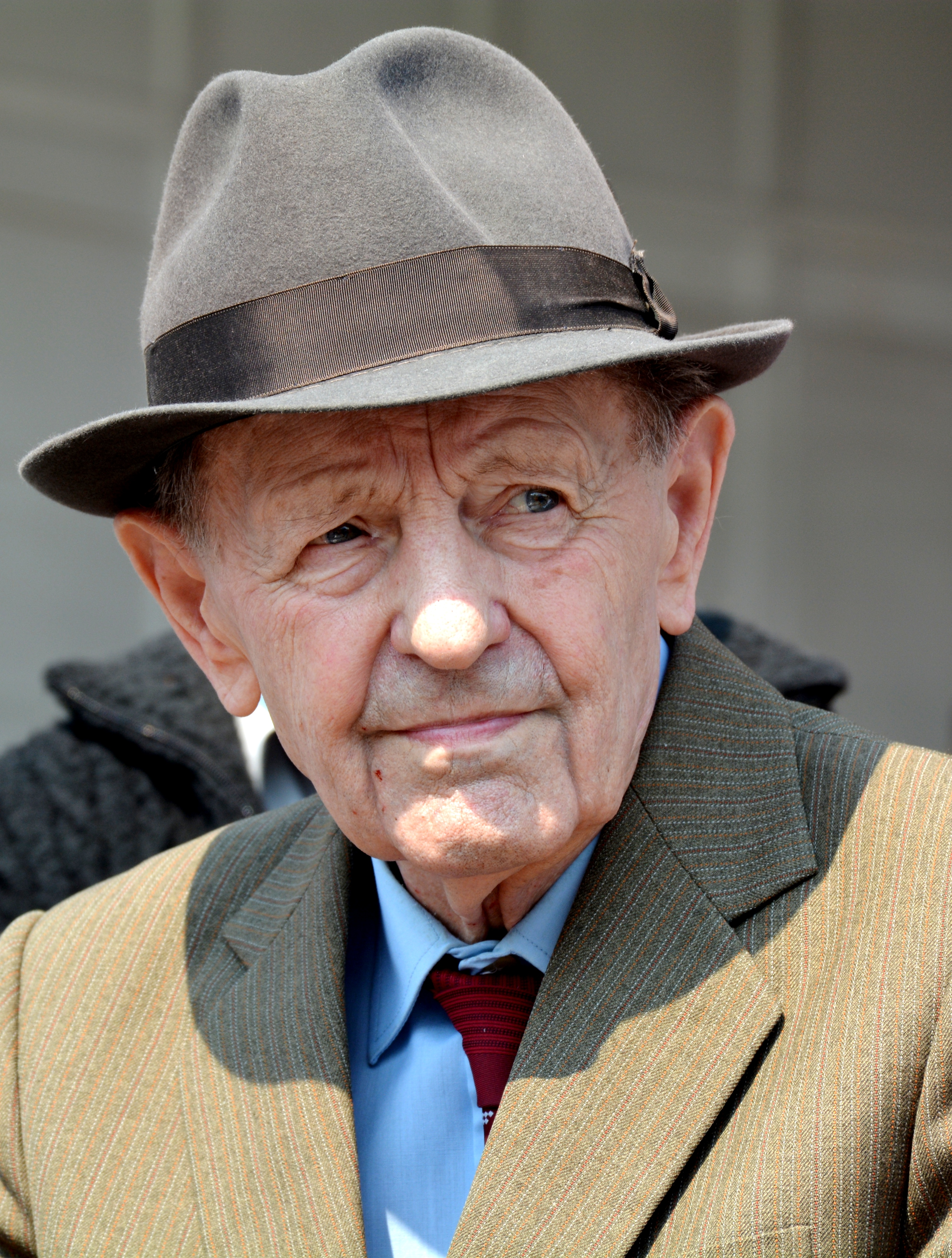
Miloš Jakeš (* 1922)

- 1922: Miloš Jakeš, tschechoslowakischer Politiker
- 1923: Dragutin Haramija, jugoslawischer Politiker, Premierminister der SR Kroatien
- 1923: Helmut Prassler, deutscher Landwirt und Politiker, MdB
- 1924: Milla Baldo Ceolin, italienische Physikerin
- 1924: Cynthia Gooding, US-amerikanische Folk-Sängerin
- 1924: Lucy Salani, italienische, transgeschlechtliche KZ-Überlebende
- 1924: Mohammed Zia-ul-Haq, pakistanischer General, Staatspräsident
- 1925: Werner Nachmann, deutscher Unternehmer und Politiker, Vorsitzender des Zentralrats der Juden in Deutschland
- 1925: Kerstin Thorvall, schwedische Schriftstellerin, Illustratorin und Journalistin

#### 1926–1950
- 1926: John Derek, US-amerikanischer Schauspieler und Regisseur
- 1926: Ann Druffel, US-amerikanische UFO-Forscherin und Autorin
- 1926: Georg Rosbigalle, deutscher Fußballspieler
- 1926: Paul Suter, Schweizer Bildhauer
- 1927: Heinrich Reinhart, österreichischer Schriftsteller und Heimatforscher
- 1927: Porter Wagoner, US-amerikanischer Country-Sänger
- 1928: Hans-Joachim Hanisch, deutscher Schauspieler und Synchronsprecher
- 1928: Herbert Kremp, deutscher Journalist und Publizist
- 1928: Fatima Meer, südafrikanische Soziologin und Antiapartheidsaktivistin

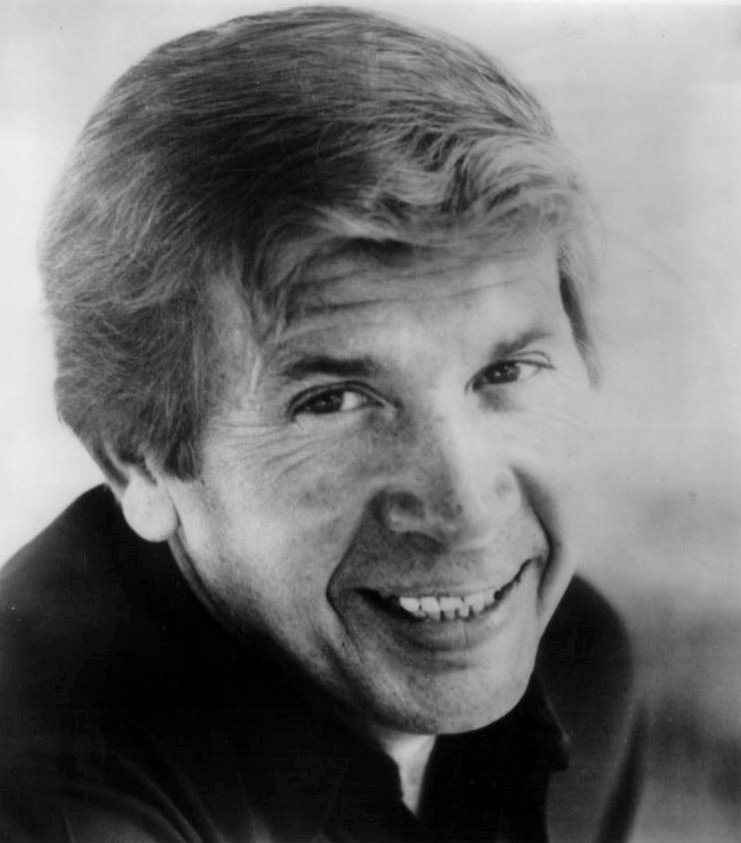
Buck Owens (* 1929)

- 1929: Buck Owens, US-amerikanischer Country-Sänger
- 1929: Jōji Yuasa, japanischer Komponist
- 1930: Klaus Erich Agthe, deutsch-US-amerikanischer Geschäftsmann und Autor
- 1930: George Soros, US-amerikanischer Investmentbanker und Währungsspekulant
- 1930: Peter Weck, österreichischer Regisseur, Theaterintendant und Schauspieler
- 1931: William Goldman, US-amerikanischer Drehbuchautor und Schriftsteller
- 1931: Ingeborg Wurster, deutsche Journalistin und Fernsehmoderatorin
- 1932: Oskar Saier, deutscher Geistlicher, Erzbischof von Freiburg
- 1932: Sirikit, Königin von Thailand
- 1932: Sergei Slonimski, russischer Komponist, Pianist und Musikwissenschaftler
- 1933: Anita Gradin, schwedische Politikerin
- 1933: Ronald Paris, deutscher Maler
- 1933: Sarah Schumann, deutsche Malerin
- 1934: Stefan Abadschiew, bulgarischer Fußballspieler und -trainer
- 1934: Arnold Angenendt, deutscher Theologe und Kirchenhistoriker
- 1935: André Kolingba, Präsident der Zentralafrikanischen Republik
- 1935: Harry Kupfer, deutscher Opernregisseur
- 1935: Karl Mickel, deutscher Lyriker, Dramatiker und Essayist
- 1935: Bengt Waller, schwedischer Regattasegler
- 1936: Margot Eskens, deutsche Schlagersängerin
- 1936: Hans Haacke, deutscher Konzeptkünstler
- 1936: Rachid Mekhloufi, algerisch-französischer Fußballspieler

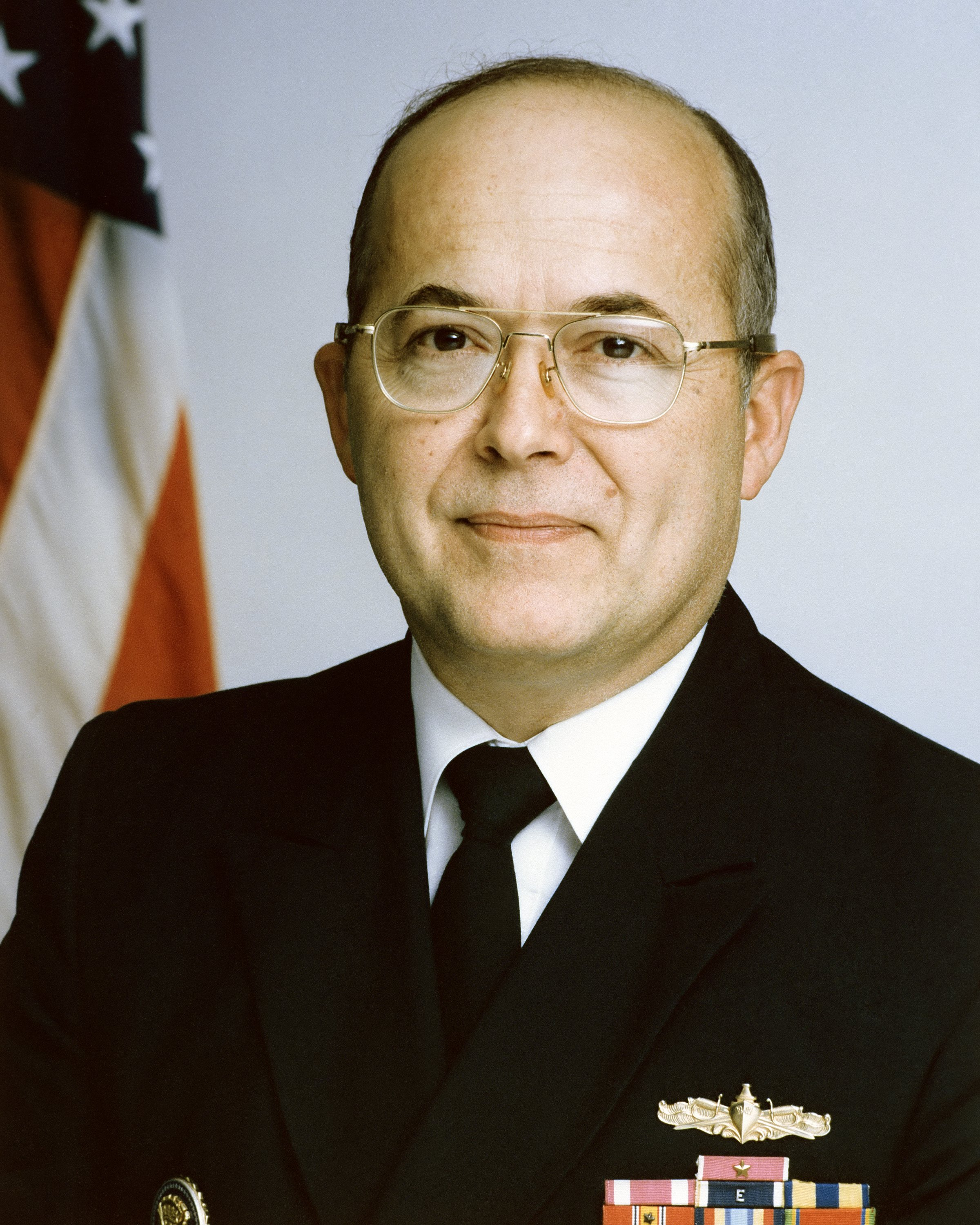
John Poindexter (* 1936)

- 1936: John Poindexter, US-amerikanischer Admiral und Politiker
- 1936: Gerold Tandler, deutscher Politiker, MdL, mehrfacher Landesminister
- 1936: Jürgen Wohlrabe, deutscher Politiker, MdL, Präsident des Berliner Abgeordnetenhauses, MdB
- 1938: Eva Poll, deutsche Galeristin und Kuratorin
- 1938: Helene Thurner, österreichische Rennrodlerin
- 1939: George Hamilton, US-amerikanischer Schauspieler
- 1939: Helene Partik-Pablé, österreichische Politikerin
- 1939: Roy Romanow, kanadischer Politiker
- 1939: Claus Wilcke, deutscher Schauspieler

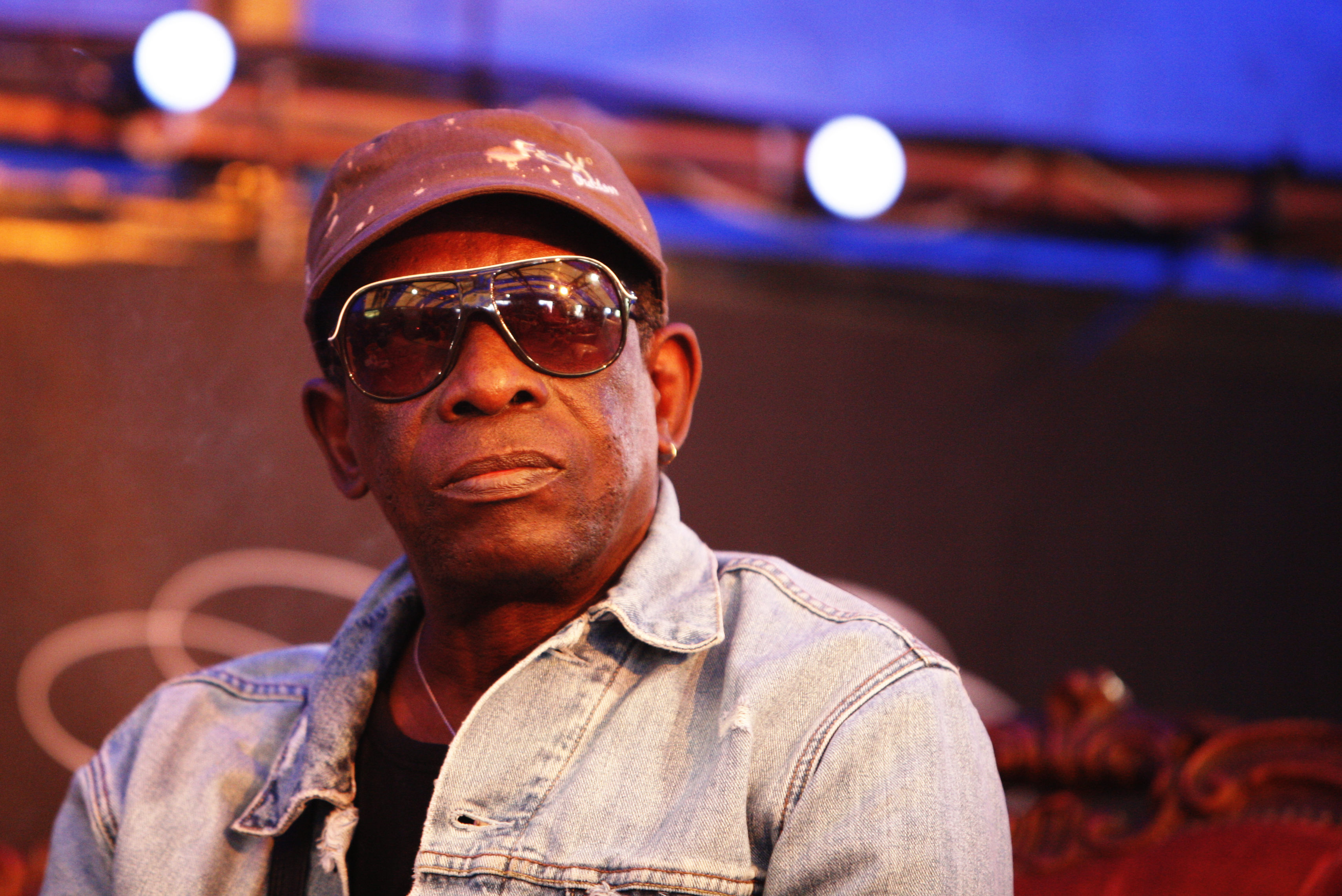
Tony Allen (* 1940)

- 1940: Tony Allen, nigerianischer Schlagzeuger, Komponist und Songwriter
- 1940: Dorothea Chryst, deutsche Opernsängerin
- 1940: Aleksandar Jossifow, bulgarischer Komponist
- 1941: Craig Douglas, britischer Popsänger
- 1941: Edwin Roberts, trinidader Leichtathlet
- 1942: Wolfgang Huber, deutscher evangelischer Theologe, Bischof und Ratsvorsitzender der Evangelischen Kirche in Deutschland
- 1942: Hans-Wilhelm Müller-Wohlfahrt, deutscher Sportarzt
- 1943: Margit Bendokat, deutsche Schauspielerin
- 1943: Herta Däubler-Gmelin, deutsche Politikerin, MdB, Bundesministerin
- 1944: Alken Bruns, deutscher Übersetzer, Skandinavist und Historiker
- 1944: Francesco Morini, italienischer Fußballspieler

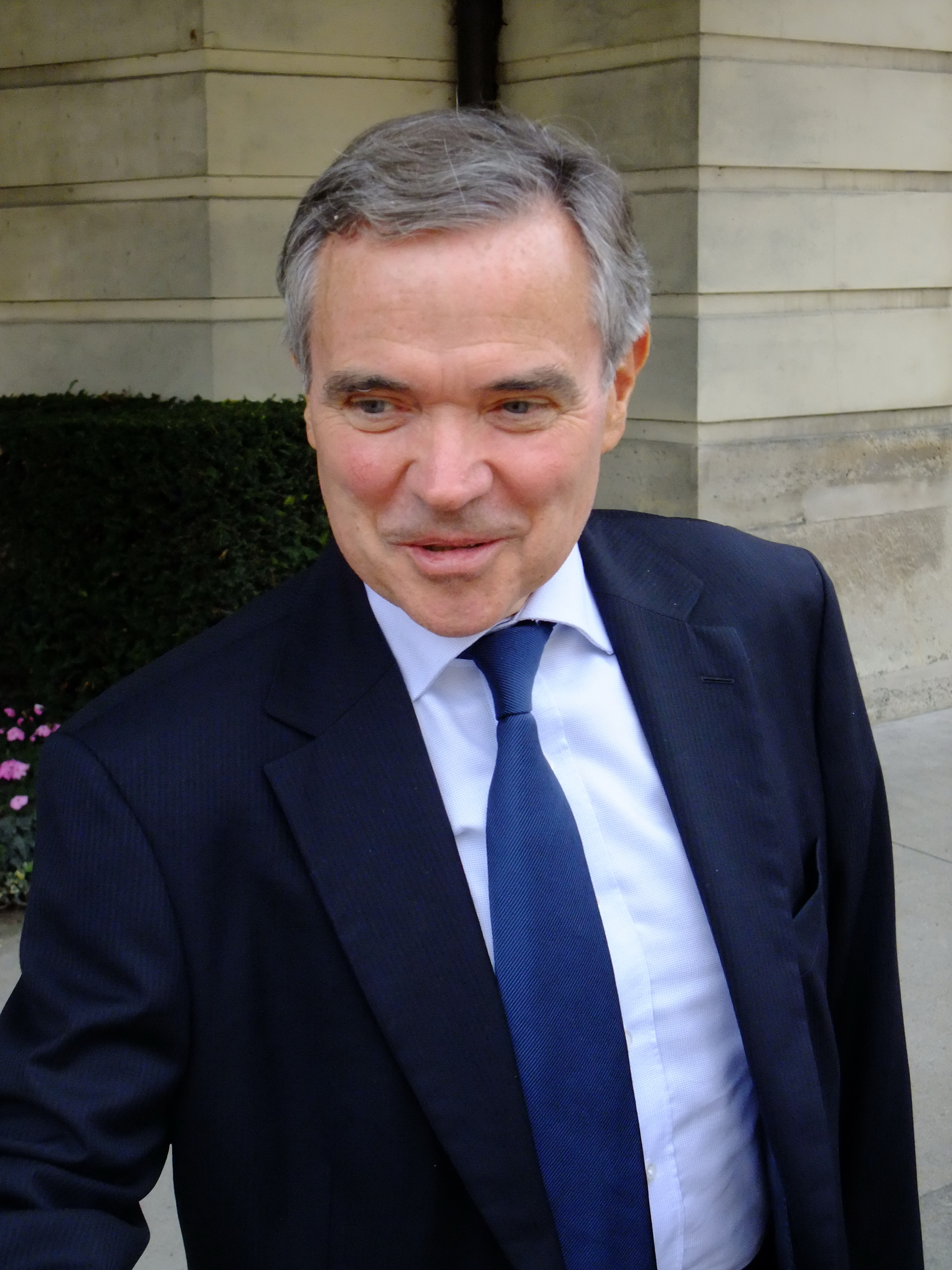
Bernard Accoyer (* 1945)

- 1945: Bernard Accoyer, französischer Politiker
- 1945: Martin Ebner, Schweizer Bankier, Börsenhändler und Financier
- 1945: Ute Mora, deutsche Schauspielerin
- 1945: Jean Nouvel, französischer Architekt
- 1946: Maria Elisabetta Alberti Casellati, italienische Politikerin, Senatspräsidentin
- 1946: Gerd Anthoff, deutscher Fernseh- und Theaterschauspieler
- 1946: Alain Pellegrini, französischer General
- 1947: Stefano Benni, italienischer Schriftsteller, Journalist und Satiriker
- 1947: Waltraud Lehn, deutsche Politikerin, MdB
- 1948: Peter Aufgebauer, deutscher Historiker
- 1948: Sam Neely, US-amerikanischer Country-Sänger
- 1949: Winfried Bergkemper, deutscher Jurist
- 1949: Fernando Collor de Mello, brasilianischer Politiker, Staatspräsident
- 1949: Mark Knopfler, britischer Musiker (Dire Straits)
- 1950: Iris Berben, deutsche Schauspielerin
- 1950: George McGinnis, US-amerikanischer Basketballspieler

#### 1951–1975
- 1951: Klaus Toppmöller, deutscher Fußballspieler und -trainer
- 1951: Wolfgang Wulf, deutscher Politiker, MdL
- 1952: Françoise Combes, französische Astrophysikerin und Kosmologin
- 1952: Chen Kaige, chinesischer Regisseur und Autor

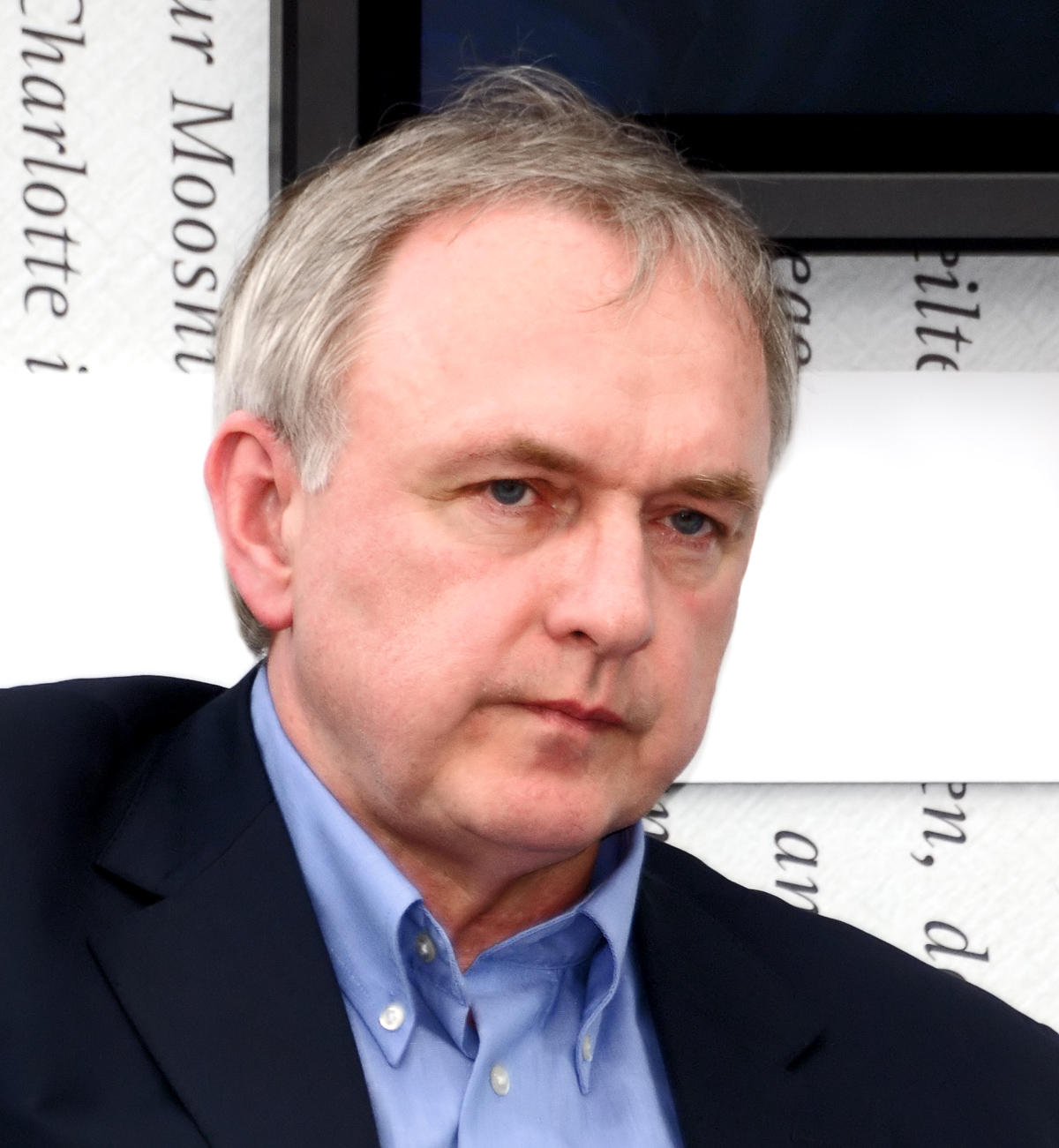
Hans-Ulrich Treichel (* 1952)

- 1952: Hans-Ulrich Treichel, deutscher Schriftsteller
- 1953: Carlos Mesa, bolivianischer Staatspräsident
- 1953: Maria Peschek, deutsche Kabarettistin, Schauspielerin und Bühnenautorin
- 1953: Franz Posch, österreichischer Volksmusiker
- 1954: François Hollande, französischer Politiker
- 1954: Pat Metheny, US-amerikanischer Jazzgitarrist
- 1954: Max Straubinger, deutscher Politiker
- 1954: Karl-Heinz Wellmann, deutscher Wissenschaftsredakteur
- 1955: Heintje, niederländischer Schlagersänger und Kinderstar
- 1955: Markus Ramseier, Schweizer Schriftsteller
- 1956: Bruce Greenwood, kanadischer Schauspieler
- 1956: Brigitte Kraus, deutsche Leichtathletin

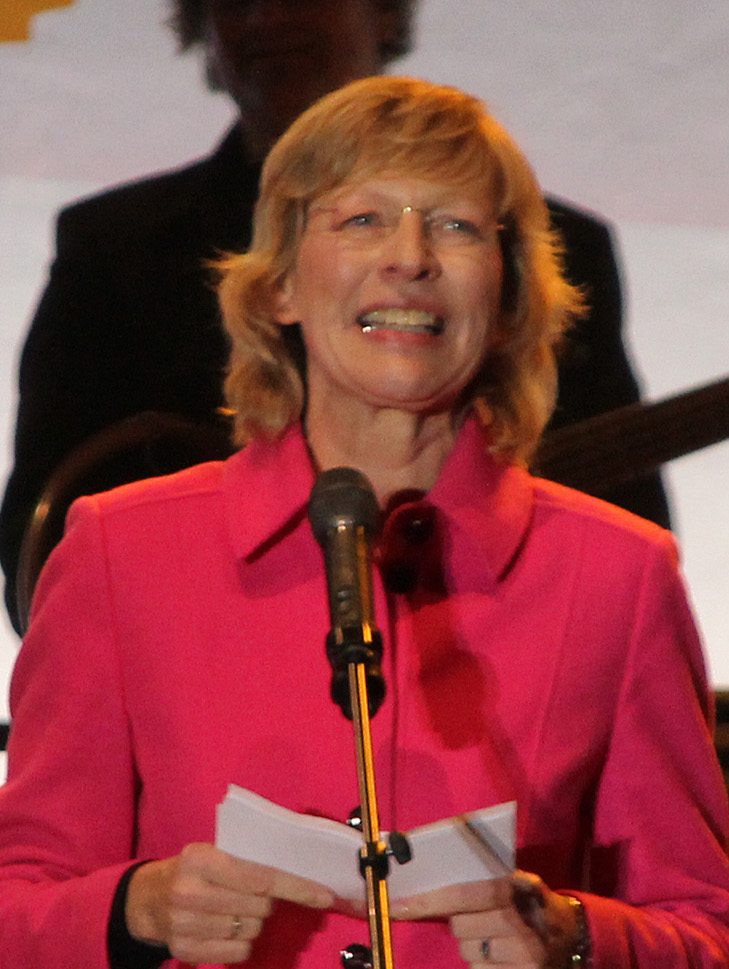
Dorothee Stapelfeldt (* 1956)

- 1956: Dorothee Stapelfeldt, deutsche Kunsthistorikerin und Politikerin, MdL, Bürgerschaftspräsidentin, Senatorin
- 1956: Akimi Yoshida, japanische Manga-Zeichnerin
- 1957: Ulrich Neymeyr, deutscher Weihbischof von Mainz
- 1957: Wolfram Paulus, österreichischer Filmregisseur und Drehbuchautor
- 1957: Wolfgang Schmid, deutscher Historiker
- 1959: Michael Andrejewski, deutscher Jurist und Politiker
- 1959: Jerzy Kornowicz, polnischer Komponist
- 1959ː María Socas, argentinische Schauspielerin
- 1960: Ryan van den Akker, niederländische Musik- und Synchronsprecherin
- 1960: Laurent Fignon, französischer Radrennfahrer
- 1961: Alex Baur, Schweizer Journalist und Autor
- 1961: Violeta Bermúdez, peruanische Autorin, Juristin und Premierministerin Perus
- 1961: Andrea Maria Dusl, österreichische Filmregisseurin
- 1961: Gottardo Gottardi, Schweizer Großmeister im Fernschach
- 1961: Dieter Landuris, deutscher Schauspieler
- 1961: Tetjana Samolenko-Dorowskych, sowjetische Leichtathletin
- 1961: Andreas Suchanek, deutscher Wirtschaftsethiker
- 1962: Luca Olivieri, italienischer Gitarrist und Sänger
- 1963: Futahaguro Kōji, japanischer Sumōringer, Yokozuna
- 1963: Susanne Wenzel, deutsche Tischtennisspielerin
- 1964: Jarosław Bako, polnischer Fußballtorwart
- 1964: Txiki Begiristain, spanischer Fußballspieler und Sportfunktionär
- 1964: Ben English, britischer Pornodarsteller und -regisseur
- 1964: Guillén Fernández, deutscher Neurowissenschaftler und Neurologe
- 1964: Carsten Greiner, deutscher theoretischer Kernphysiker
- 1964: Günther Hopfgartner, österreichischer Gastwirt und Politiker
- 1964: Birgit Malsack-Winkemann, deutsche Richterin und Politikerin
- 1964: Kim Maslin-Kammerdeiner, US-amerikanische Fußballtorhüterin
- 1964: Dirk Mierau, deutscher Schauspieler
- 1964: Toakai Puapua, tuvaluischer Gymnastik- und Fußballtrainer

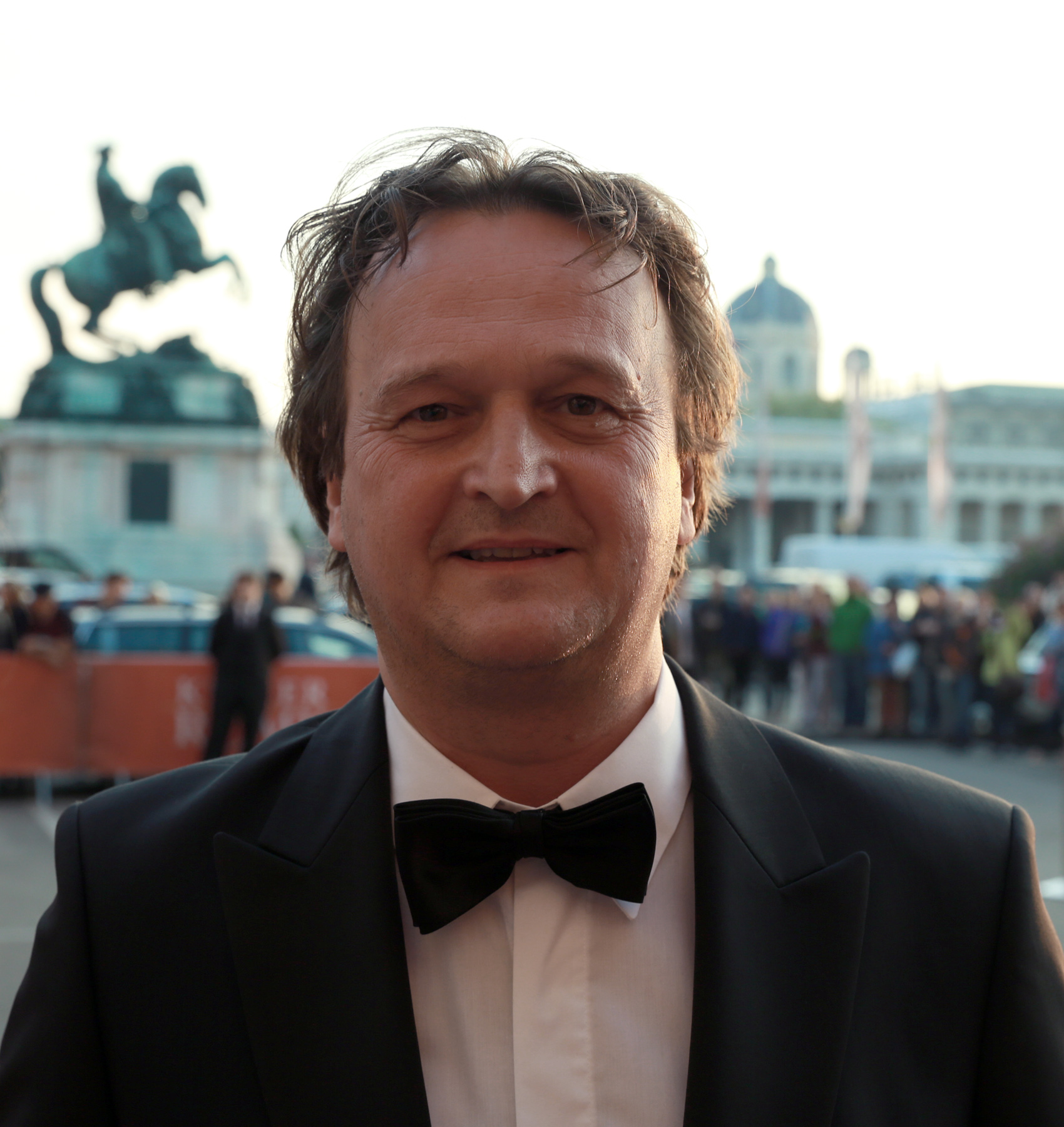
Hanno Settele (* 1964)

- 1964: Hanno Settele, österreichischer Radio- und Fernseh-Journalist
- 1964: Stefan à Wengen, Schweizer Maler und Zeichner
- 1964: Boris Zernikow, deutscher Hochschullehrer, Kinder- und Jugendarzt
- 1965: Peter Krause, US-amerikanischer Film- und Fernsehschauspieler
- 1966: Melanie Becker, deutsche Physikerin
- 1966: Stefan Fassbinder, Oberbürgermeister der Hansestadt Greifswald
- 1966: Daniel Simmes, deutscher Fußballspieler
- 1966: Heinz Wöstmann, deutscher Lehrbeauftragter und Richter am Bundesgerichtshof
- 1967: Emil Kostadinow, bulgarischer Fußballspieler
- 1967: Philibert Nang, gabunischer Mathematiker
- 1967: Juliane Winkelmann, deutsche Neurologin
- 1968: Judith Kubitz, sorbische Dirigentin
- 1969: Hanna Fonk, deutsche Malerin
- 1972: Peter Quarti, deutscher Handballspieler
- 1968: Kasem Hoxha, deutsch-albanischer Schauspieler
- 1968: Elin Nilsen, norwegische Skilangläuferin
- 1969: Tanita Tikaram, britische Sängerin und Songschreiberin
- 1970: Ellory Elkayem, neuseeländischer Regisseur
- 1970: J, japanischer Bassist, Sänger, Songwriter und Musikproduzent
- 1971: Rebecca Gayheart, US-amerikanische Schauspielerin
- 1971: Jochen Langner, deutscher Schauspieler, Regisseur und Synchronsprecher

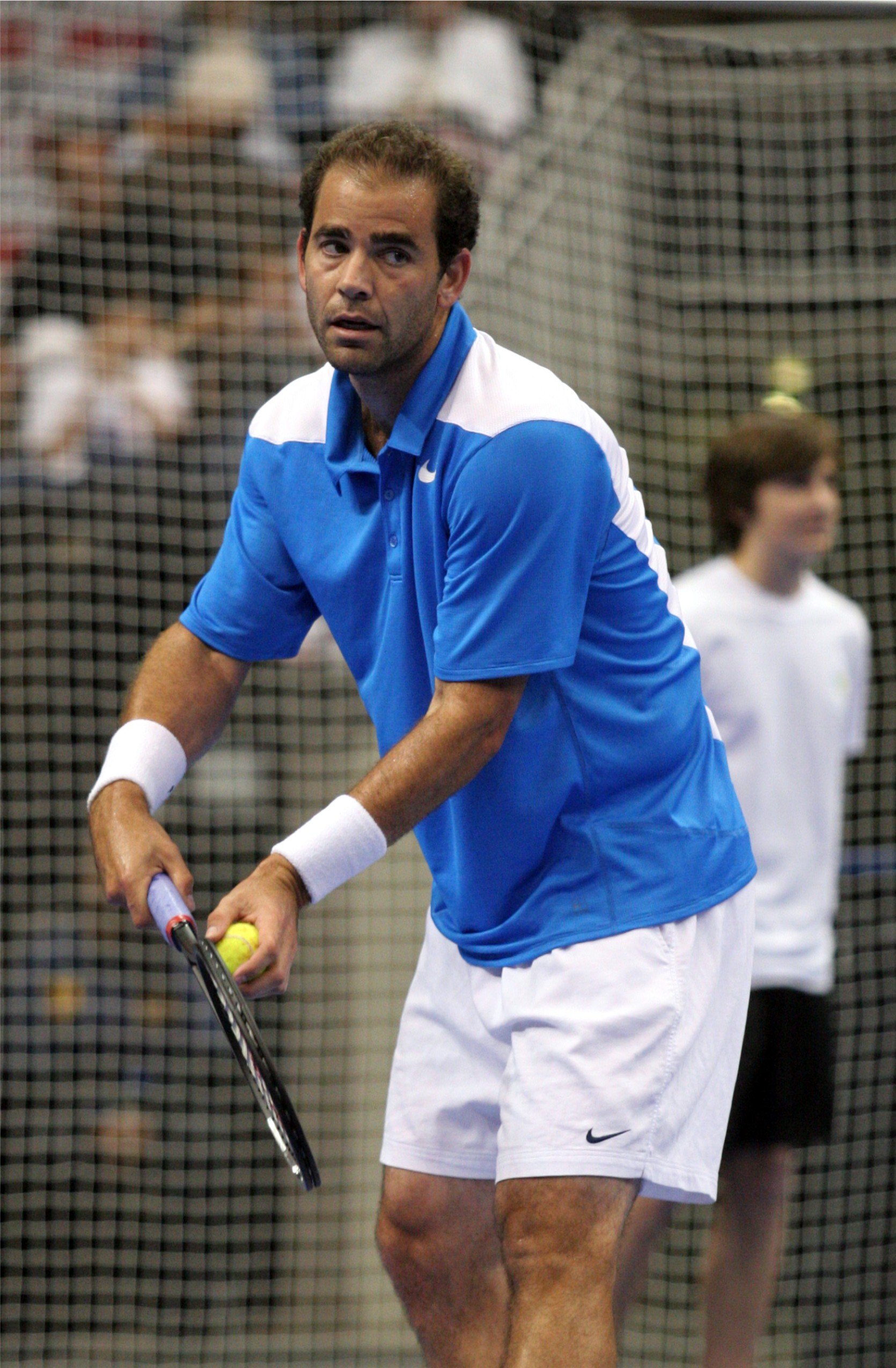
Pete Sampras (* 1971)

- 1971: Pete Sampras, US-amerikanischer Tennisspieler
- 1972: Takanohana Kōji, japanischer Sumōringer, Yokozuna
- 1972: Paolo Vanoli, italienischer Fußballspieler und -trainer
- 1973: Isabel Arlt, deutsche Schauspielerin und Chansonsängerin
- 1973: Joseba Beloki Dorronsoro, spanischer Radrennfahrer
- 1973: Mark Iuliano, italienischer Fußballspieler und -trainer
- 1973: Richard Reid, britischer Terrorist
- 1974: Dirk Mommertz, deutscher Pianist
- 1975: Casey Affleck, US-amerikanischer Schauspieler
- 1975: Steven Elm, kanadischer Eisschnellläufer
- 1975: Patrick Joswig, deutscher Schauspieler

#### 1976–2000
- 1976: Lina Rafn, dänische Songschreiberin, Produzentin und Popsängerin (Infernal)
- 1976: Sørenn Rasmussen, dänischer Handballspieler
- 1976: Wednesday 13, US-amerikanischer Musiker
- 1976: Alexander Wipprecht, deutscher Schauspieler und Moderator
- 1977: Jesper Grønkjær, dänischer Fußballspieler
- 1977: Iva Majoli, kroatische Tennisspielerin
- 1978: Hayley Wickenheiser, kanadische Eishockey- und Softballspielerin
- 1979: Zlatan Bajramović, bosnischer Fußballspieler
- 1979: Ian Hutchinson, britischer Motorradrennfahrer

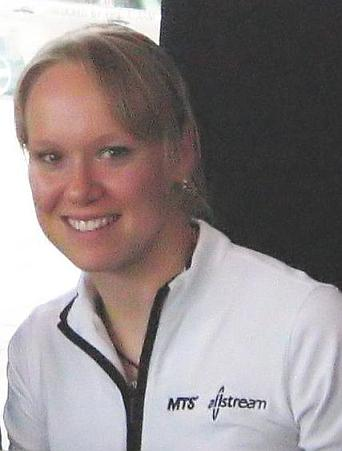
Cindy Klassen (* 1979)

- 1979: Cindy Klassen, kanadische Eisschnellläuferin
- 1980: Jessica Ginkel, deutsche Schauspielerin
- 1980: Maggie Lawson, US-amerikanische Schauspielerin
- 1981: Djibril Cissé, französischer Fußballspieler
- 1981: Caylian Curtis, tschechische Pornodarstellerin
- 1981: Emiliano Dudar, argentinischer Fußballspieler
- 1982: Tadesse Abraham, eritreisch-schweizerischer Langstreckenläufer
- 1982: Elisabetta Fantone, kanadische Schauspielerin und Künstlerin
- 1983: Kana Asumi, japanische Synchronsprecherin
- 1983: Karla Nina Diedrich, deutsche Schauspielerin
- 1983: Klaas-Jan Huntelaar, niederländischer Fußballspieler
- 1983: Meryem Uzerli, deutsch-türkische Schauspielerin
- 1984: Martin Goeres, deutscher Schauspieler
- 1984: Felix Lobedank, deutscher Handballspieler
- 1984: Sherone Simpson, jamaikanische Leichtathletin
- 1985: Stephanie Laier, deutsche Motorradrennfahrerin
- 1985: Charlotte Salt, britische Schauspielerin
- 1986: Alessandra Amoroso, italienische Sängerin
- 1986: Peggy Kuznik, deutsche Fußballspielerin
- 1986: Alexis Sablone, US-amerikanische Skateboarderin
- 1987: André Hamann, deutsches Model
- 1987: Sigurbergur Sveinsson, isländischer Handballspieler
- 1988: Mark Arcobello, US-amerikanischer Eishockeyspieler

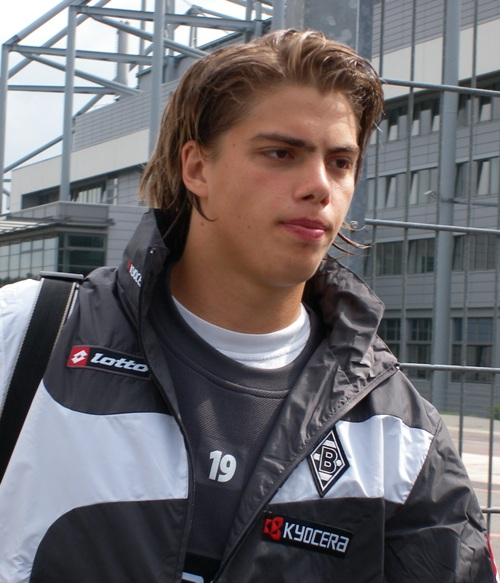
Frederic Löhe (* 1988)

- 1988: Frederic Löhe, deutscher Fußballspieler
- 1988: Robert Lucaciu, deutscher Jazzmusiker
- 1988: Leah Pipes, US-amerikanische Schauspielerin
- 1989: Geoffrey Mujangi Bia, belgischer Fußballspieler
- 1989: Marc Schuh, deutscher Rollstuhlleichtathlet
- 1990: Mario Balotelli, italienischer Fußballspieler
- 1990: Wissam Ben Yedder, französischer Fußballspieler
- 1991: Mads Mensah Larsen, dänischer Handballspieler
- 1991: Danae Dörken, deutsch-griechische Pianistin

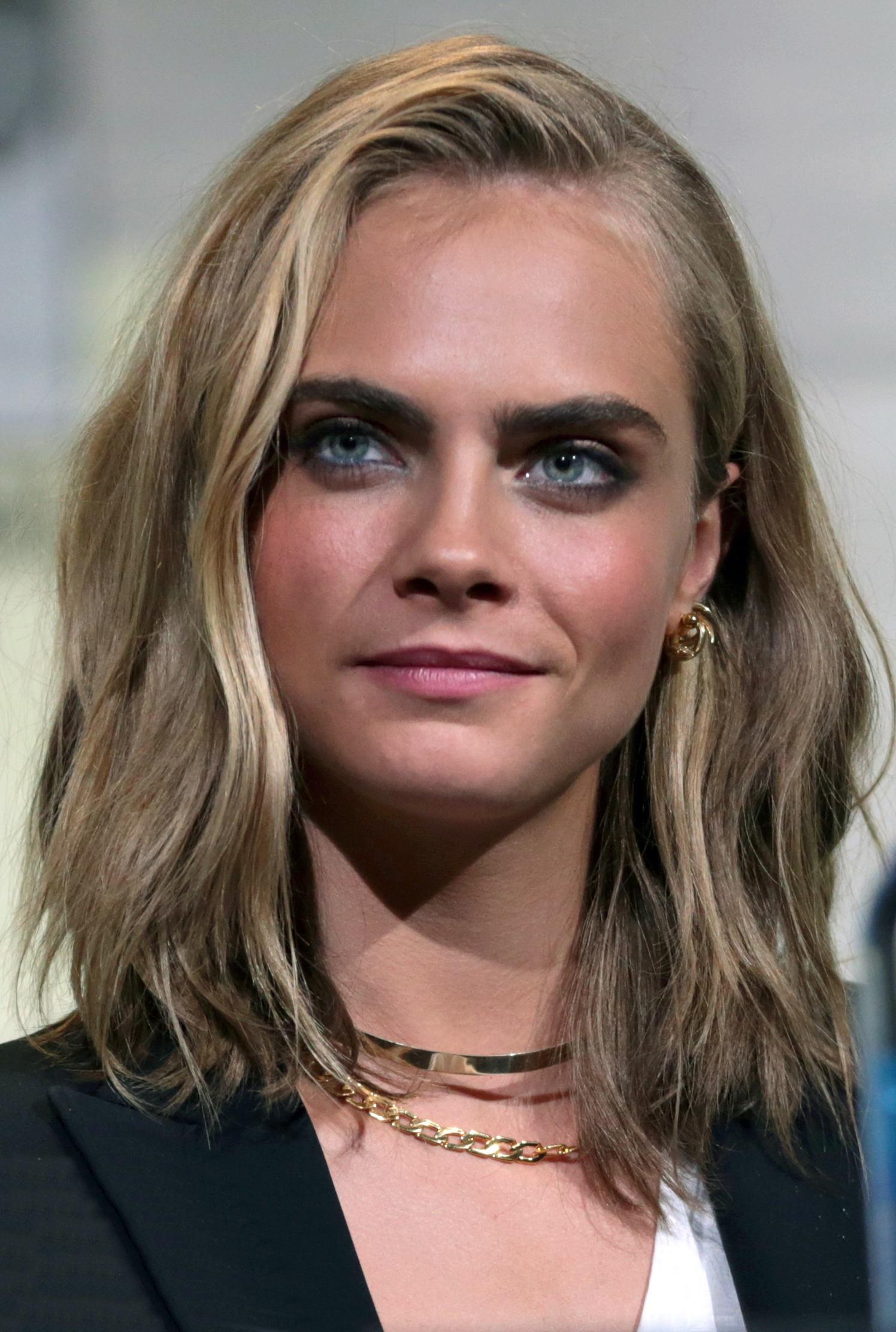
Cara Delevingne (* 1992)

- 1992: Cara Delevingne, britisches Model und Schauspielerin
- 1992: Maurice Müller, deutscher Fußballspieler
- 1993: Ewa Farna, tschechisch-polnische Sängerin
- 1994: Cristian Ramírez, ecuadorianischer Fußballspieler
- 1994: Bex Taylor-Klaus, US-amerikanische Schauspielerin
- 1996: Arthur, brasilianischer Fußballspieler
- 1996: Joelle Wedemeyer, deutsche Fußballspielerin
- 1997: Taiwo Awoniyi, nigerianischer Fußballspieler
- 1998: Mariana Cress, marshallische Sprinterin
- 1998: Stefanos Tsitsipas, griechischer Tennisspieler
- 1999: Matthijs de Ligt, niederländischer Fußballspieler

### 21. Jahrhundert
- 2003: Kestra Kihleng, mikronesische Schwimmerin
- 2006: Ángel Barajas, kolumbianischer Turner

## Gestorben

### Vor dem 17. Jahrhundert
- 0030 v. Chr.: Kleopatra VII., letzte Königin des ägyptischen Ptolemäerreiches
- 0875: Ludwig II., römischer Kaiser und König von Italien
- 0934: Noting, Bischof von Konstanz
- 1012: Waltard, Erzbischof von Magdeburg
- 1077: Sieghard, Patriarch von Aquileia
- 1106: Dietrich III., Graf von Katlenburg
- 1156: Blanka, Prinzessin von Navarra
- 1158: Anselm von Havelberg, Bischof von Havelberg und Erzbischof von Ravenna
- 1204: Berthold IV., Graf von Andechs, Herzog von Meranien und Markgraf von Istrien
- 1222: Vladislav Heinrich, Herzog von Böhmen und Markgraf von Mähren
- 1274: Olivier de Termes, okzitanischer Ritter, Faydit und Kreuzfahrer
- 1294: Guillaume de Conflans, Bischof von Genf
- 1315: Guy de Beauchamp, 10. Earl of Warwick, englischer Magnat
- 1316: John Marshal, 2. Baron Marshal, englischer Adliger und erblicher Marshal of Ireland
- 1319: Rudolf I., Herzog von Oberbayern und Pfalzgraf bei Rhein
- 1344: Burchard Grelle, Erzbischof von Bremen
- 1365: Ortolf von Weißeneck, Erzbischof von Salzburg
- 1419: Heinrich Grymhardt, Priester und Offizial in Köln

Yongle († 1424)

- 1424: Yongle, chinesischer Kaiser der Ming-Dynastie
- 1469: John Woodville, englischer Adeliger
- 1469: Richard Woodville, 1. Earl Rivers, englischer Adeliger
- 1484: Sixtus IV., Papst
- 1503: Anna von Polen, Herzogin von Pommern
- 1520: Angelina von Serbien, Heilige der serbisch-orthodoxen Kirche
- 1520: Johannes von Schlabrendorff, Bischof von Havelberg
- 1525: Hans Müller, Bauernführer im Deutschen Bauernkrieg
- 1527: Jacques de Beaune, französischer Finanzpolitiker
- 1546: Francisco de Vitoria, Moraltheologe, Begründer der spanischen Spätscholastik
- 1551: Charles Brandon, englisches Parlamentsmitglied
- 1551: Paul Speratus, deutscher Theologe, Reformator und Liederdichter
- 1570: Ursula Pole, englische Adelige
- 1577: Thomas Smith, englischer Diplomat
- 1584: Carlo Sigonio, italienischer Humanist und Historiker

### 17. Jahrhundert
- 1604: Johann I., deutscher Historiker, Pfalzgraf und Herzog von Pfalz-Zweibrücken
- 1611: Hermann von dem Bergh, Reichsgraf von dem Bergh, Statthalter von Spanisch Geldern
- 1612: Giovanni Gabrieli, italienischer Komponist
- 1623: Antonio Priuli, 94. Doge von Venedig
- 1627: Esaias Stiefel, theologischer Schwärmer und Gründer einer Sekte
- 1633: Jakob Eberlein, Fürstbischof von Seckau
- 1633: Jacopo Peri, italienischer Komponist
- 1634: Friedrich Ulrich, Herzog zu Braunschweig-Lüneburg, Fürst von Braunschweig-Wolfenbüttel
- 1638: Baltasar von Marradas, spanischer Malteserritter, Feldmarschall, Statthalter in Böhmen
- 1648: Albrecht von Kolowrat-Liebsteinsky, böhmischer Vizekanzler
- 1652: Jakob De la Gardie, Reichsmarschall und Vorsitzender des Kriegsrates
- 1659: Dara Shikoh, Sohn des Großmoguls Shah Jahan, religiöser Denker, Mystiker und Dichter
- 1667: Cornelis van Poelenburgh, niederländischer Maler
- 1669: Louis I. de Bourbon, duc de Vendôme, Herzog von Vendôme und Kardinal
- 1674: Philippe de Champaigne, französischer Maler
- 1676: Metacomet, Indianerhäuptling der Pokanoket
- 1677: Sophie von Barby, Fürstin von Ostfriesland
- 1679: Marie de Rohan-Montbazon, duchesse de Chevreuse, Herzogin von Chevreuse, französische Intrigantin und Frondeuse
- 1682: Jean-Louis Raduit de Souches, kaiserlicher Feldherr
- 1684: Nicola Amati, italienischer Geigenbauer
- 1689: Innozenz XI., Papst
- 1695: Huang Zongxi, chinesischer Philosoph, politischer Analyst, und Historiker

### 18. Jahrhundert
- 1706: Johann Deutschmann, deutscher lutherischer Theologe
- 1722: Giovanni II. Corner, Doge von Venedig
- 1725: Pierre de Montesquiou d’Artagnan, französischer Militär und Marschall von Frankreich
- 1728: Antonius Jacobus Henckel, deutscher Theologe
- 1728: Hendrick Zwaardecroon, Generalgouverneur von Niederländisch-Indien
- 1730: Benedicta Henriette von der Pfalz, Herzogin von Braunschweig-Calenberg

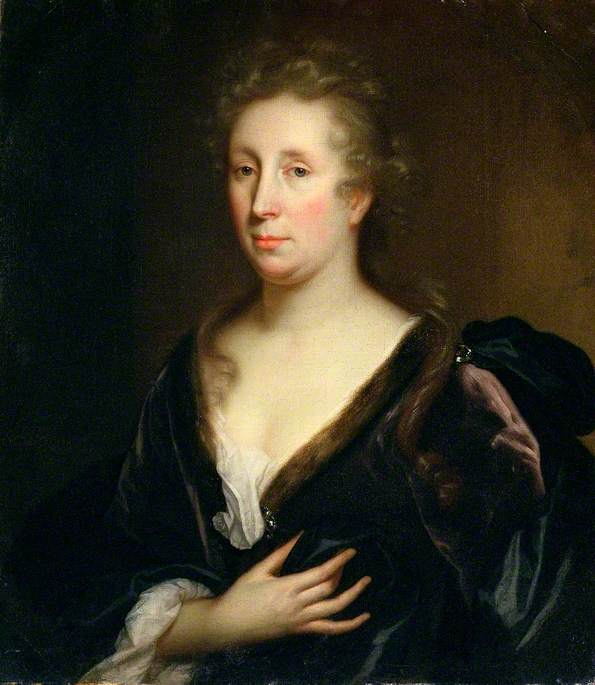
Rachel Ruysch († 1750)

- 1750: Rachel Ruysch, niederländische Malerin des Barock
- 1752: Antonio Corradini, venezianischer Bildhauer
- 1759: Tobias Heinrich Gottfried Trost, deutscher Orgelbauer
- 1760: Nicolaus Ephraim Bach, deutscher Komponist und Organist
- 1760: Karl Gotthelf Müller, deutscher Rhetoriker, Dichter und lutherischer Theologe

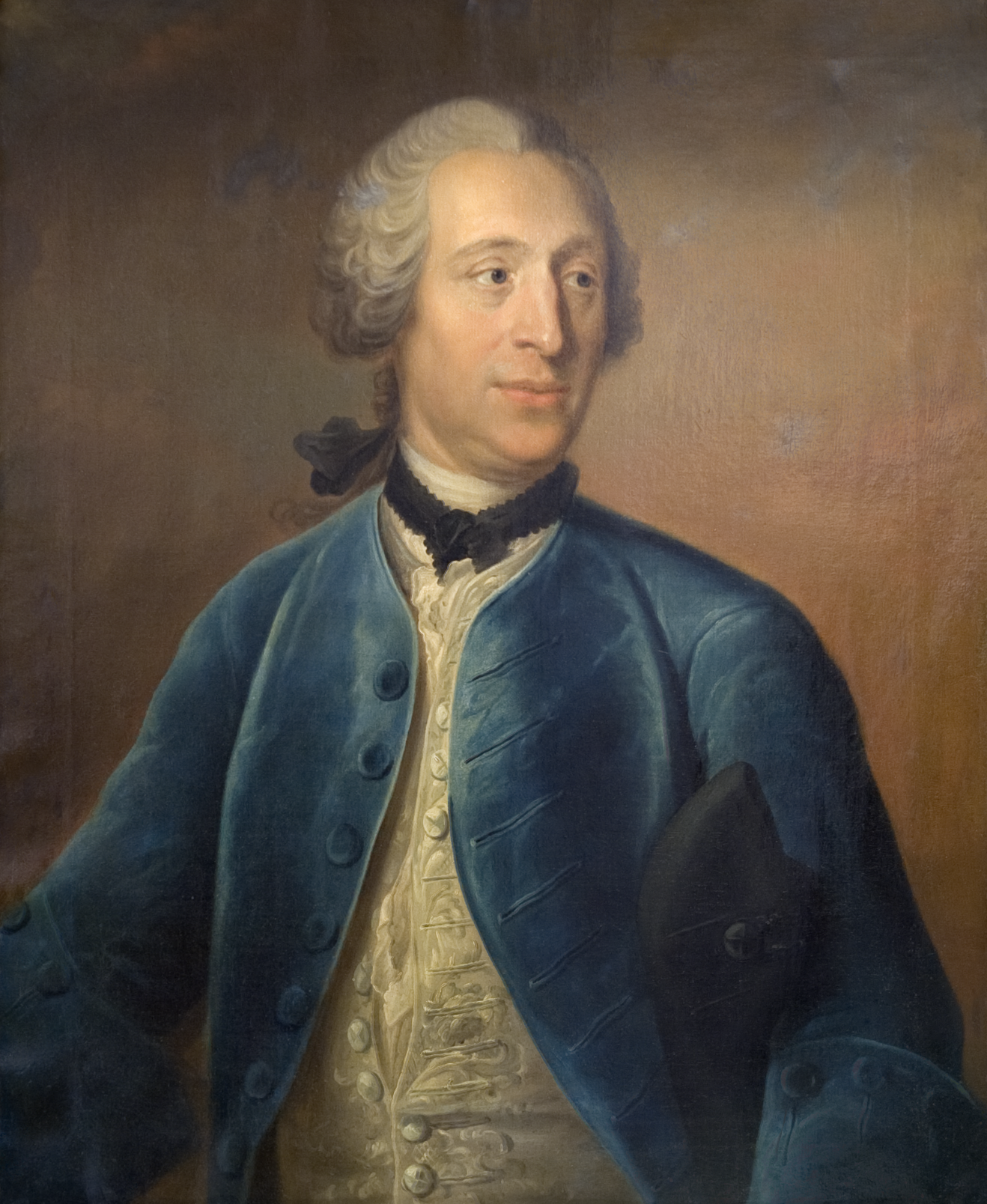
Olof von Dalin († 1763)

- 1763: Olof von Dalin, schwedischer Dichter, Schriftsteller, Satiriker und Historiker
- 1763: Peter Gerwin von Franken-Siersdorf, Generalvikar in Köln
- 1766: Gustav Friedrich Gebser, kursächsischer Beamter
- 1790: William Houston, Delegierter für New Jersey im Kontinentalkongress
- 1794: Johann David Beil, deutscher Schauspieler und Bühnendichter
- 1797: Gotthelf Greiner, Glasmacher und Miterfinder des Thüringer Porzellans

### 19. Jahrhundert
- 1805: Johann Friedrich Anthing, deutscher Silhouetteur
- 1807: Bernardino Honorati, Kardinal der römisch-katholischen Kirche
- 1807: Johann Stephan Pütter, deutscher Staatsrechtslehrer und Publizist
- 1811: John Acton, italienischer Politiker und Militär
- 1821ː Marie-Aimée Steck, französisch-schweizerische Schriftstellerin und Übersetzerin
- 1822: Robert Stewart, 2. Marquess of Londonderry, britischer Staatsmann
- 1826: Victor Hugues, französischer Kolonialverwalter unter Robespierre, Napoleon I. und Ludwig XVIII.

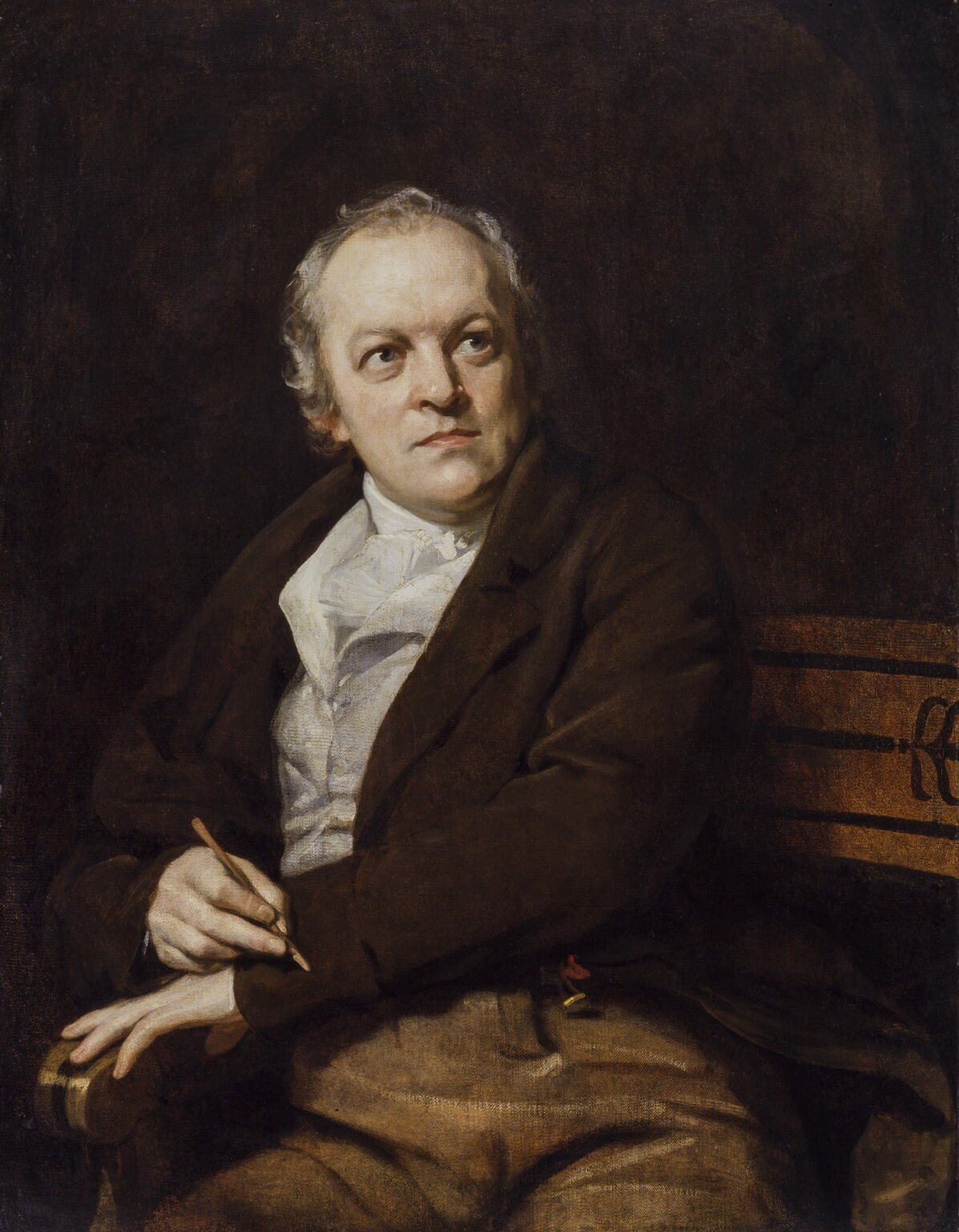
William Blake († 1827)

- 1827: William Blake, britischer Dichter, Mystiker und Maler
- 1829: Gabriel Ciscar y Ciscar, spanischer Gelehrter, Marineoffizier und Regent
- 1843: Toussaint Charbonneau, franko-kanadischer Forschungsreisender, Händler und Mitglied der Lewis-und-Clark-Expedition
- 1843: Franz-Ludwig Mersy, deutscher Theologe
- 1848: George Stephenson, britischer Ingenieur, Eisenbahnpionier
- 1849: Albert Gallatin, US-amerikanischer Diplomat
- 1854: Gaston de Raousset-Boulbon, französischer Abenteurer
- 1857: William Daniel Conybeare, britischer Geologe und Paläontologe
- 1857: José María San Martín y Ulloa, Präsident von El Salvador
- 1862: Johann Michael Ackner deutscher Archäologe und Naturforscher
- 1865: William Jackson Hooker, britischer Botaniker
- 1865: Rudolf Mayer, tschechischer Dichter und Schriftsteller
- 1870: Charles Kestner, französischer Unternehmer und Politiker
- 1875: Leopold von Hoverbeck, deutscher Gutsbesitzer und Politiker
- 1875: Heinrich Adolf von Zastrow, preußischer General
- 1879: Peter Heise, dänischer Komponist
- 1881: William Gosse, britisch-australischer Naturforscher und Entdecker
- 1885: Georg Curtius, deutscher Philologe
- 1885: Helen Hunt Jackson, US-amerikanische Autorin
- 1886ː Adelina Spech-Salvi, italienische Opernsängerin (Sopran)

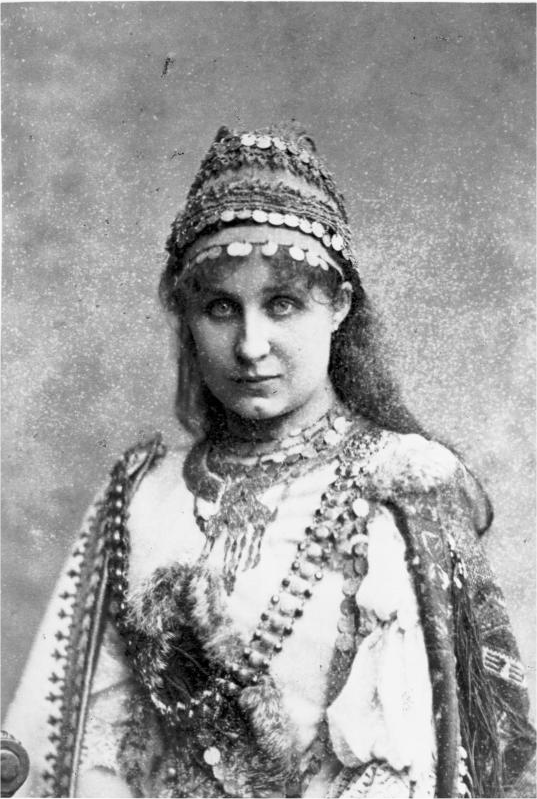
Josephine Wessely († 1887)

- 1887: Josephine Wessely, österreichische Schauspielerin
- 1889: Georg Michael Pachtler, deutscher Jesuit, Theologe, Priester und Pädagoge
- 1890: Heinrich Otte, deutscher Geistlicher und Mittelalterarchäologe, Kunst- und Kirchenhistoriker
- 1891: James Russell Lowell, US-amerikanischer Lyriker, Essayist und Diplomat
- 1896: Julius Dickert, deutscher Lehrer, Politiker und Mitglied des Reichstags
- 1896: Ludovic-Henri-Marie-Ixile Julien-Laferrière, französischer Geistlicher und römisch-katholischer Bischof von Constantine-Hippone
- 1897: Antonius van der Linde, niederländischer Schachhistoriker und Bibliothekar, Theologe und Philologe
- 1899: Hugo Dihm, preußischer Offizier und Bürgermeister
- 1900: James Edward Keeler, US-amerikanischer Astrophysiker
- 1900: Herman Riegel, deutscher Kunsthistoriker, Museumsdirektor, Gründer des Allgemeinen deutschen Sprachvereins
- 1900: Wilhelm Steinitz, österreichisch-US-amerikanischer Schachspieler

### 20. Jahrhundert

#### 1901–1925

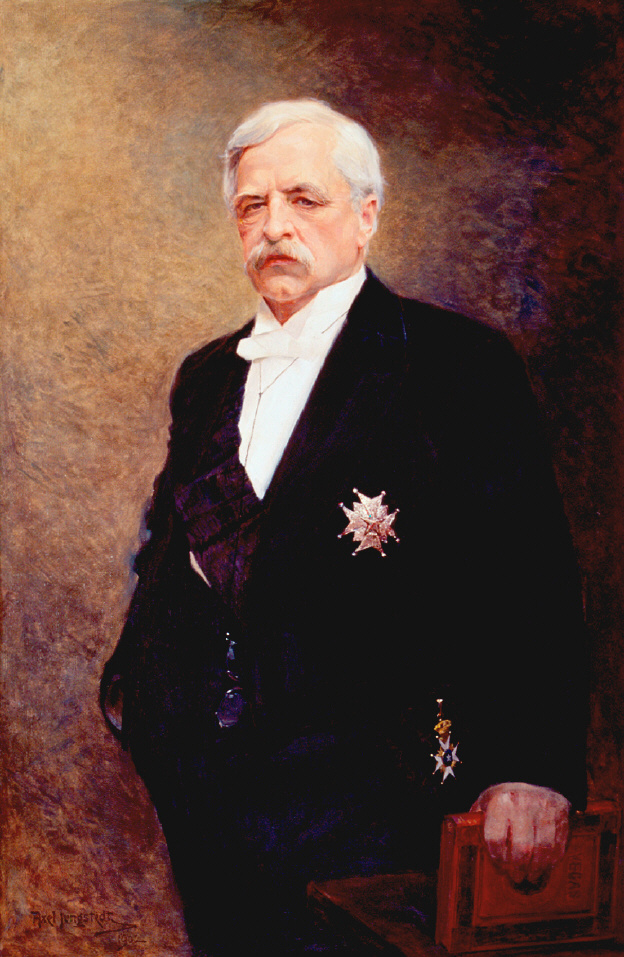
Adolf Erik Nordenskiöld († 1901)

- 1901: Adolf Erik Nordenskiöld, finnisch-schwedischer Polarforscher
- 1903: Albert von Levetzow, deutscher Politiker, MdR
- 1903: Werner Nolopp, deutscher Komponist
- 1904ː Fanny von Pelzeln, österreichische Schriftstellerin
- 1904: William Renshaw, englischer Tennisspieler
- 1909: Rudolf Swiderski, deutscher Schachmeister
- 1910: Adolf Michaelis, deutscher Archäologe
- 1911: Jules Brunet, französisches Mitglied einer Militärmission nach Japan
- 1911: Jozef Israëls, niederländischer Maler
- 1912: Michele Saladino, italienischer Komponist und Musikpädagoge
- 1916: Hans Eppinger senior, österreichischer Mediziner
- 1917: Gustav Kampmann, deutscher Maler und Grafiker
- 1920: Louisa Lawson, australische Schriftstellerin, Herausgeberin, Suffragette und Feministin

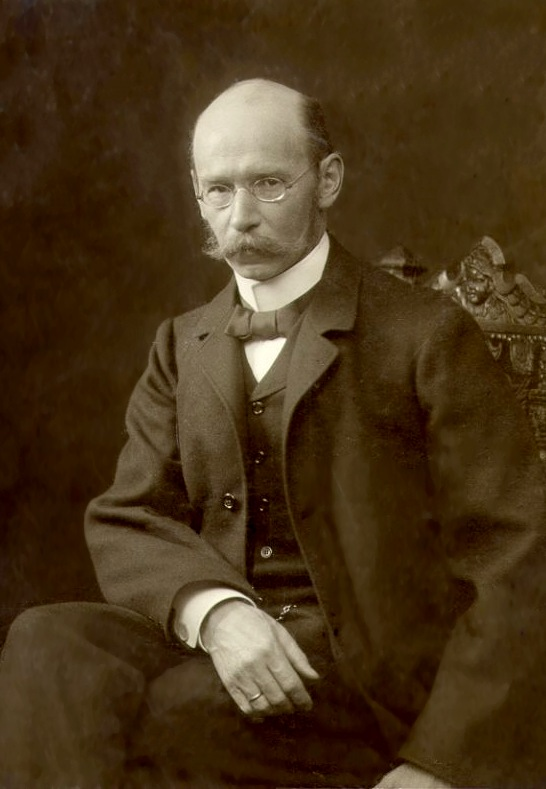
Hermann von Struve († 1920)

- 1920: Hermann von Struve, deutsch-baltischer Astronom und Mathematiker
- 1921: Caspar Isenkrahe, deutscher Mathematiker, Physiker und Naturphilosoph
- 1922: Arthur Griffith, irischer Politiker, Gründer der Partei Sinn Féin, Präsident
- 1923: Bernhard von Prittwitz und Gaffron, königlich preußischer Rittmeister, Landesältester von Oberschlesien
- 1924: Sándor Bródy, ungarischer Schriftsteller
- 1925: Léon Gustave Dehon, französischer Gründer der Herz-Jesu-Priester Ordensgemeinschaft

#### 1926–1950
- 1927: Carl Pulfrich, deutscher Physiker und Optiker
- 1927: Nándor Szenkár, ungarischer Komponist, Kapellmeister und Chasan
- 1928: Leoš Janáček, tschechischer Komponist

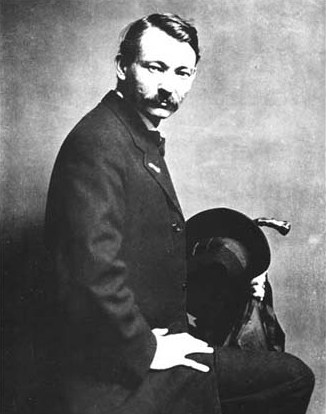
Robert Henri († 1929)

- 1929: Robert Henri, US-amerikanischer Maler
- 1929: Rudolf Nováček, tschechischer Komponist und Dirigent
- 1932: Franz Wilhelm van den Wyenbergh, deutscher Goldschmied
- 1934: Hendrik Petrus Berlage, niederländischer Architekt
- 1937: Felix Beran, österreichisch-schweizerischer Techniker, Dichter, Schriftsteller und Übersetzer
- 1938: Ludwig Borchardt, deutscher Ägyptologe
- 1938: Václav Klement, tschechischer Unternehmer und Gründer der Automobilfirma Škoda
- 1940: Ulrich Bigalke, deutscher Ingenieur, Automobilrennfahrer, Filmemacher und Jagdflieger
- 1940: Roberto Biscaretti di Ruffia, italienischer Unternehmer und Politiker
- 1940: Nikolai Triik, estnischer Maler, Graphiker und Kunstpädagoge
- 1940: Ruth Zacharias, deutsche Pastorin und Leiterin des Taubblindendienstes der EKD

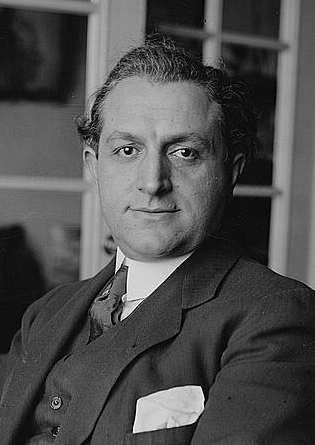
Pasquale Amato († 1942)

- 1942: Pasquale Amato, italienischer Sänger
- 1942: Fred Endrikat, deutscher Schriftsteller und Kabarettist
- 1942: Rudolf Hasse, deutscher Motorrad- und Automobilrennfahrer
- 1942ː Jelena Michailowna Schirmann, sowjetische Dichterin, Opfer der Shoa

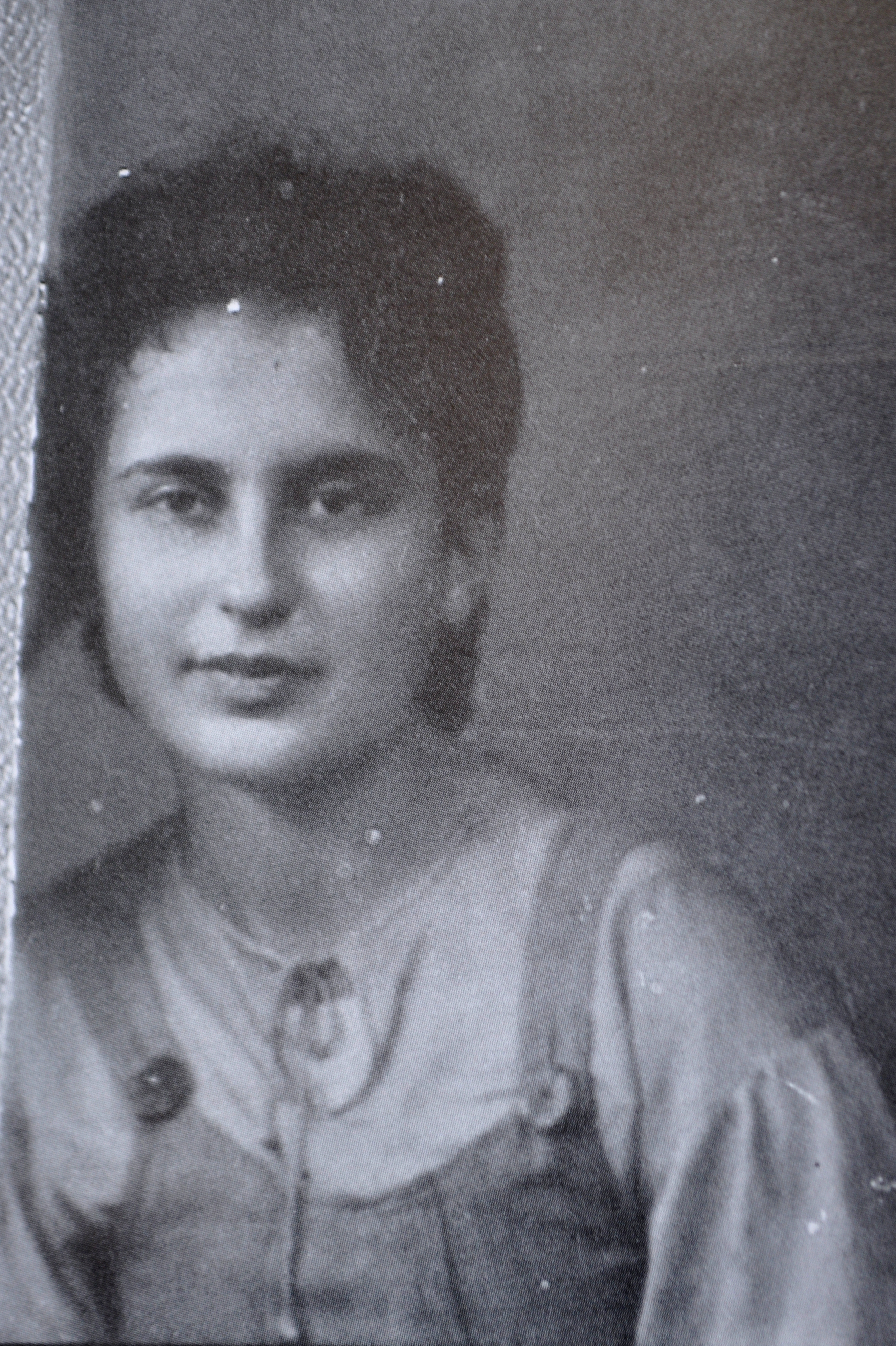
Eva Spielrein († 1942)

- 1942ː Sabina Spielrein, russisch-jüdische Psychoanalytikerin, Holocaustopfer
- 1943: Kurt Eggers, deutscher Schriftsteller und NS-Kulturpolitiker
- 1943: Hermann Frieb, deutscher sozialdemokratischer Politiker, Widerstandskämpfer gegen den Nationalsozialismus

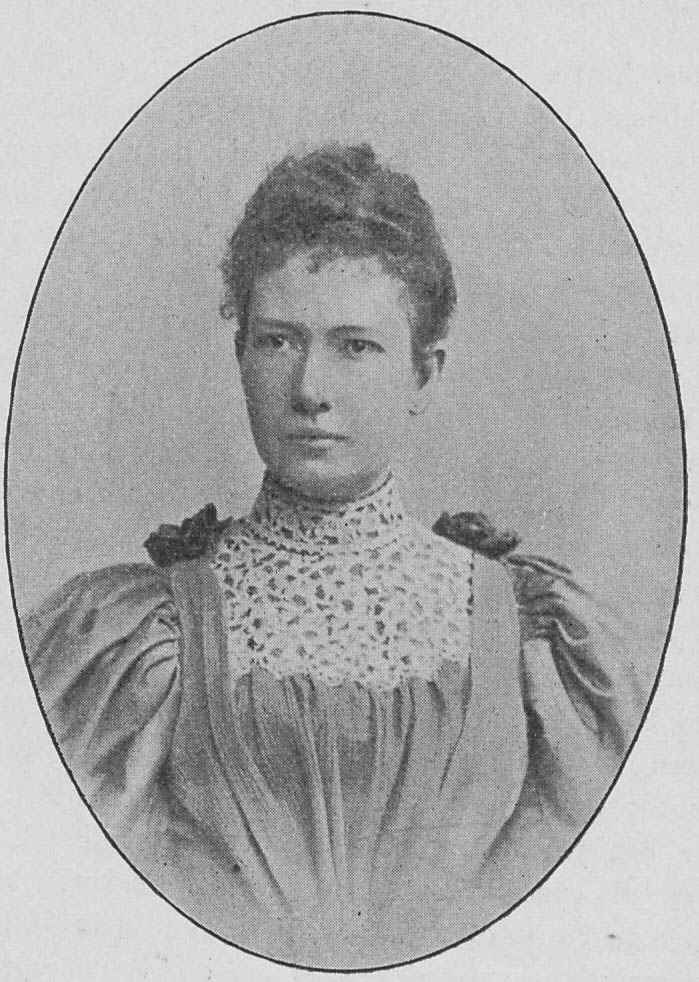
Cornélie van Oosterzee († 1943)

- 1943: Cornélie van Oosterzee, niederländische Pianistin, Dirigentin und Komponistin
- 1943: Bebo Wager, deutscher Gründer der Widerstandsgruppe Revolutionäre Sozialisten gegen das NS-Regime
- 1944: Joseph P. Kennedy junior, US-amerikanischer Pilot, Bruder von John F. Kennedy
- 1945: George Arundale, britisch-indischer Freimaurer und Theosoph
- 1945: Karl Leisner, deutscher katholischer Priester, KZ-Opfer und Märtyrer
- 1946: Alfred Stock, deutscher Chemiker
- 1949: Al Shean, deutsch-US-amerikanischer Komödiant

#### 1951–1975
- 1951: Ebbe Hamerik, dänischer Komponist und Dirigent
- 1952: David Bergelson, sowjetisch-jiddischer Schriftsteller
- 1952: Itzik Feffer, sowjetisch-jiddischer Schriftsteller
- 1952: David Hofstein, sowjetisch-jiddischer Schriftsteller, Lyriker und Übersetzer
- 1952: Leib Kwitko, sowjetisch-jiddischer Schriftsteller und Kinderbuchautor
- 1952: Solomon Losowski, sowjetischer Staats- und Gewerkschaftsfunktionär
- 1952: Boris Schimeliowitsch, sowjetischer Arzt
- 1952: Leon Talmi, Mitglied des Jüdischen Antifaschistischen Komitees
- 1952: Emilia Teumin, Mitglied des Jüdischen Antifaschistischen Komitees
- 1952: Ilja Watenberg, Mitglied des Jüdischen Antifaschistischen Komitees
- 1952: Tschajka Watenberg-Ostrowskaja, Mitglied des Jüdischen Antifaschistischen Komitees
- 1953: Paul Gurk, deutscher Schriftsteller und Maler
- 1953: Bobby Kohlrausch, deutscher Automobilrennfahrer

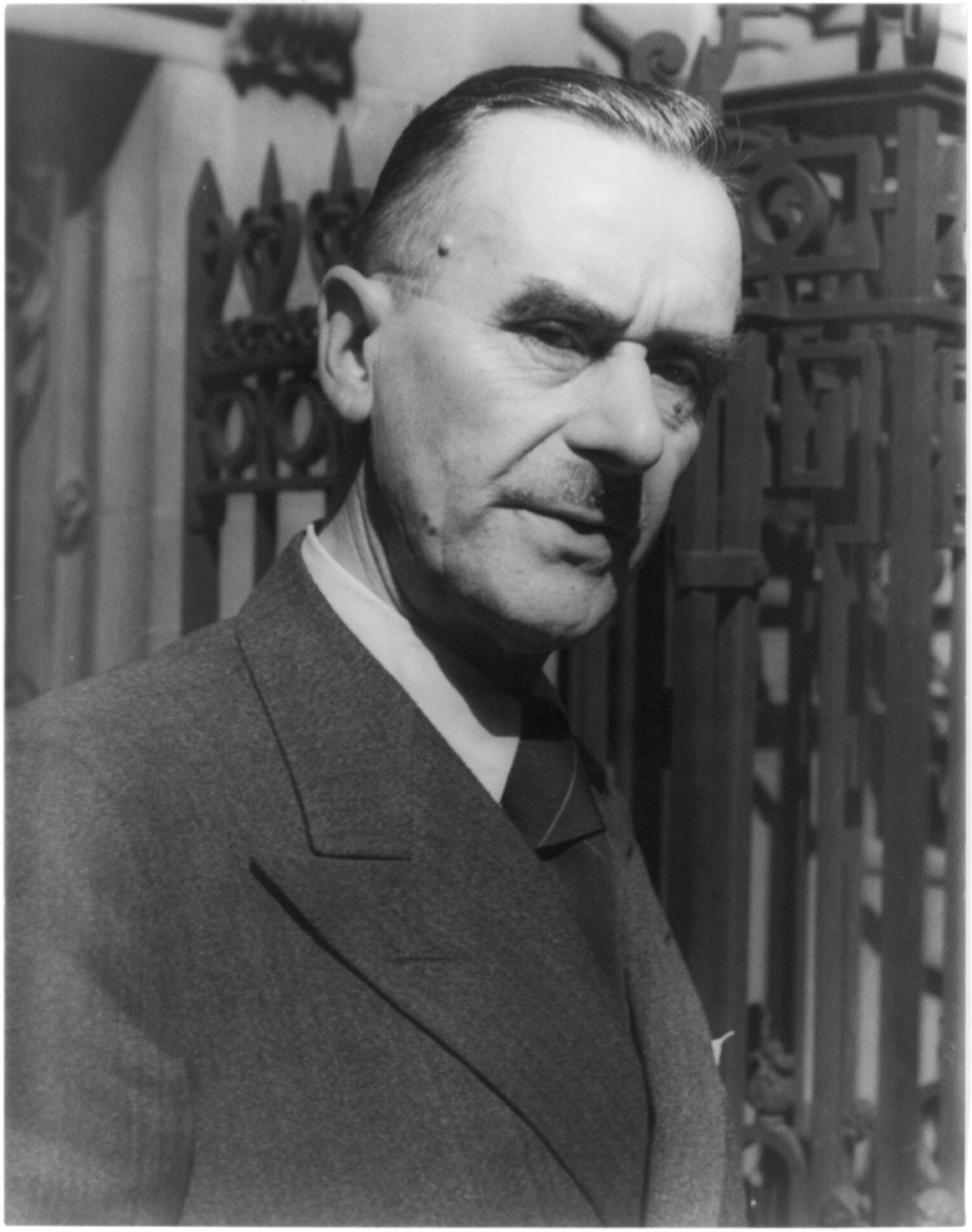
Thomas Mann († 1955)

- 1955: Thomas Mann, deutscher Schriftsteller, Nobelpreisträger
- 1955: James Batcheller Sumner, US-amerikanischer Biochemiker, Nobelpreisträger
- 1956: Gianpiero Combi, italienischer Fußballspieler
- 1956: Albert Freude, deutscher römisch-katholischer Pfarrer
- 1956: Ernst Kreidolf, Schweizer Grafiker und Illustrator von Kinderbüchern
- 1957: Ludwig Kratz, deutscher Chemiker
- 1958: Otto Müller-Jena, deutscher Architekt
- 1959: Max Nonne, deutscher Neurologe
- 1962: Reginald Ruggles Gates, Genetiker und Botaniker
- 1963: Daniel Anguiano Munguito, spanischer Politiker und Gewerkschafter
- 1964: Ian Fleming, britischer Schriftsteller
- 1964: Dmitri Dmitrijewitsch Maksutow, sowjetischer Optiker, Erfinder des Maksutov-Teleskops

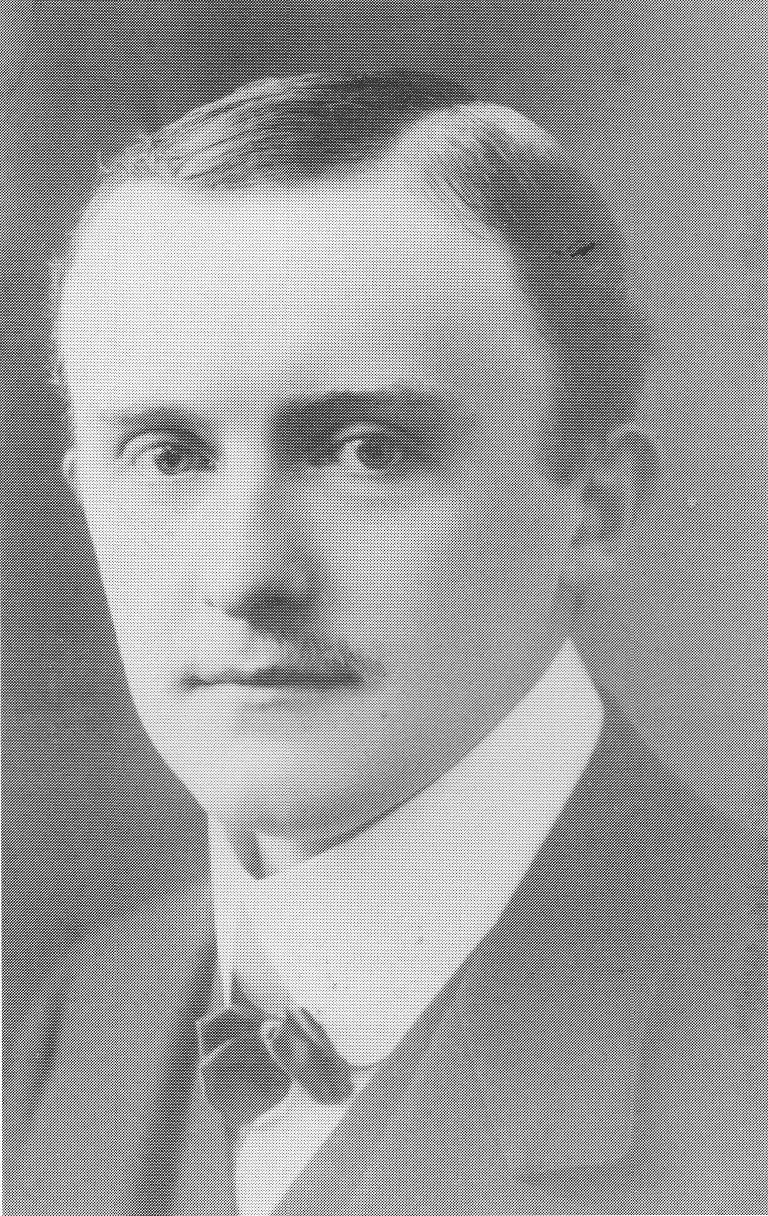
Jørgen Skafte Rasmussen († 1964)

- 1964: Jørgen Skafte Rasmussen, dänischer Ingenieur und Industrieller
- 1966: Artur Alliksaar, estnischer Lyriker
- 1967: Esther Louise Forbes, US-amerikanische Schriftstellerin
- 1967: Adolf Helmberger, österreichischer Porträt- und Landschaftsmaler
- 1969: Josef Glaser, deutscher Fußballspieler
- 1969: Hans-Egon Hass, deutscher Jurist, Germanist und Hochschullehrer
- 1970: Luigi Picchi, italienischer Organist, Komponist und Musikpädagoge
- 1973: Walter Rudolf Hess, Schweizer Physiologe, Nobelpreisträger
- 1974: Heinrich Pellenz, deutscher Unternehmer
- 1975: Pinchas Sapir, israelischer Politiker und Minister

#### 1976–2000
- 1976: Generoso Dattilo, italienischer Fußballschiedsrichter und -funktionär

Fritz Laves († 1978)

- 1978: Fritz Laves, deutscher Mineraloge und Kristallograph
- 1978: Gregor Wentzel, deutscher Physiker
- 1979: Ernst Boris Chain, britischer Biochemiker, Nobelpreisträger
- 1979: James Gordon Farrell, irisch-britischer Schriftsteller
- 1980: Tachihara Masaaki, japanischer Schriftsteller
- 1980: Leopold Spinner, österreichisch-britischer Komponist und Musikwissenschaftler
- 1980: Manuel Tato, argentinischer Theologe
- 1981: Fritz Gögel, deutscher Steinbildhauer
- 1982: Henry Fonda, US-amerikanischer Schauspieler
- 1982: Helvi Leiviskä, finnische Komponistin
- 1982: Salvador Sánchez, mexikanischer Boxer
- 1983: Franz Radziwill, deutscher Maler
- 1984: Arild Sandvold, norwegischer Komponist und Organist
- 1985: Jakob Adlhart, österreichischer Bildhauer
- 1985: Marcel Mihalovici, rumänisch-französischer Komponist

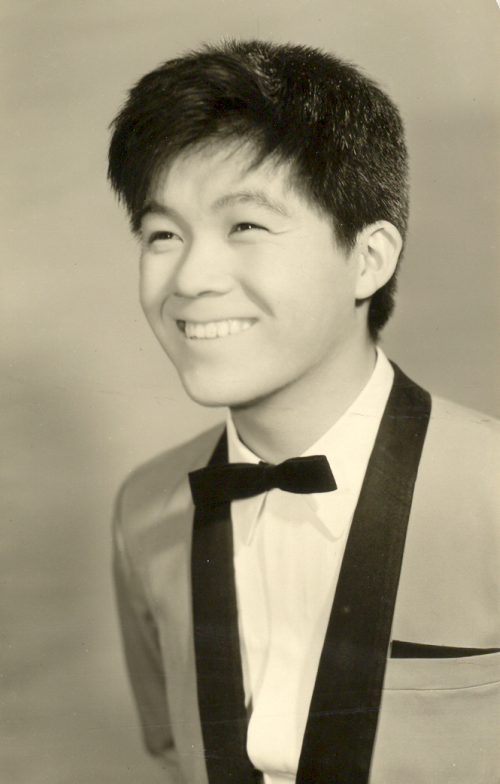
Kyū Sakamoto († 1985)

- 1985: Kyū Sakamoto, japanischer Sänger
- 1985: Manfred Winkelhock, deutscher Automobilrennfahrer
- 1986: Johann Pesser, österreichischer Fußballspieler und -trainer
- 1986: Ernst Wendt, deutscher Theaterregisseur

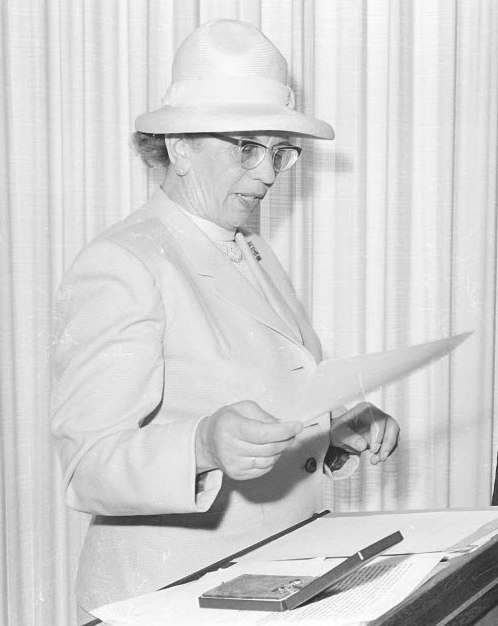
Lena Ohnesorge († 1987)

- 1987: Lena Ohnesorge, deutsche Politikerin
- 1988: Jean-Michel Basquiat, US-amerikanischer Graffitikünstler, Maler und Zeichner
- 1989: William Bradford Shockley, US-amerikanischer Physiker, Nobelpreisträger
- 1990: Georg Hansemann, österreichischer Religionspädagoge und Priester
- 1990: Piotr Perkowski, polnischer Komponist
- 1990: Roy Williamson, britischer Musiker und Instrumentenbauer
- 1991: Hans Weigel, österreichischer Schriftsteller und Theaterkritiker

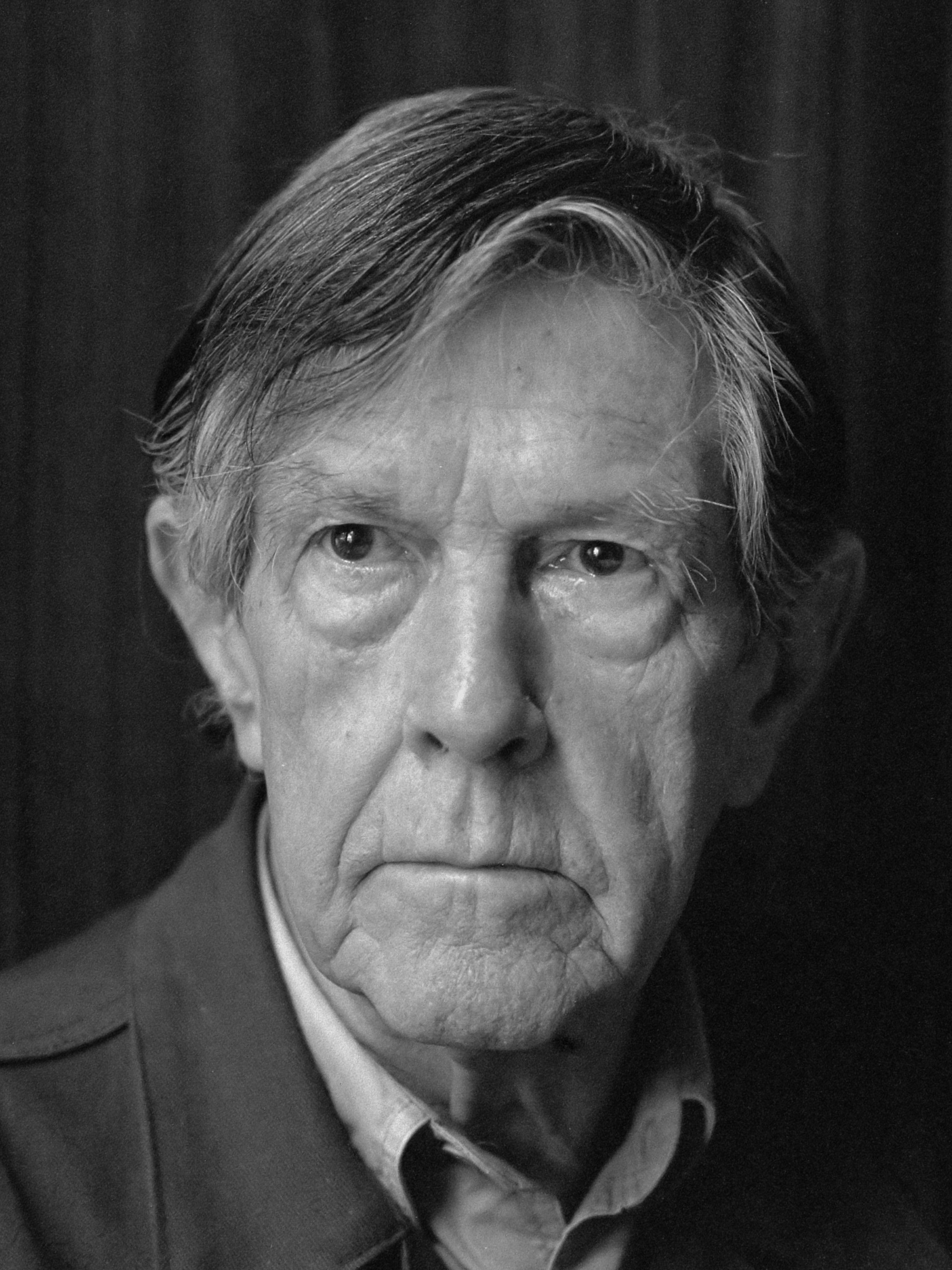
John Cage († 1992)

- 1992: John Cage, US-amerikanischer Komponist
- 1994: Barbara Grabowska, polnische Schauspielerin
- 1994: Hermann Markus Preßl, österreichischer Komponist, Violinist und Musikpädagoge
- 1994: Manfred Salzgeber, deutscher Schauspieler und Filmemacher
- 1996: Wiktor Hambardsumjan, sowjetischer und armenischer Astrophysiker und Astronom
- 1997: Luther Allison, US-amerikanischer Blues-Gitarrist
- 1998: Ida Krehm, kanadische Pianistin, Dirigentin und Musikpädagogin
- 2000: William Bradley, britischer Automobilrennfahrer
- 2000: Max Grießer, deutscher Schauspieler und Sänger

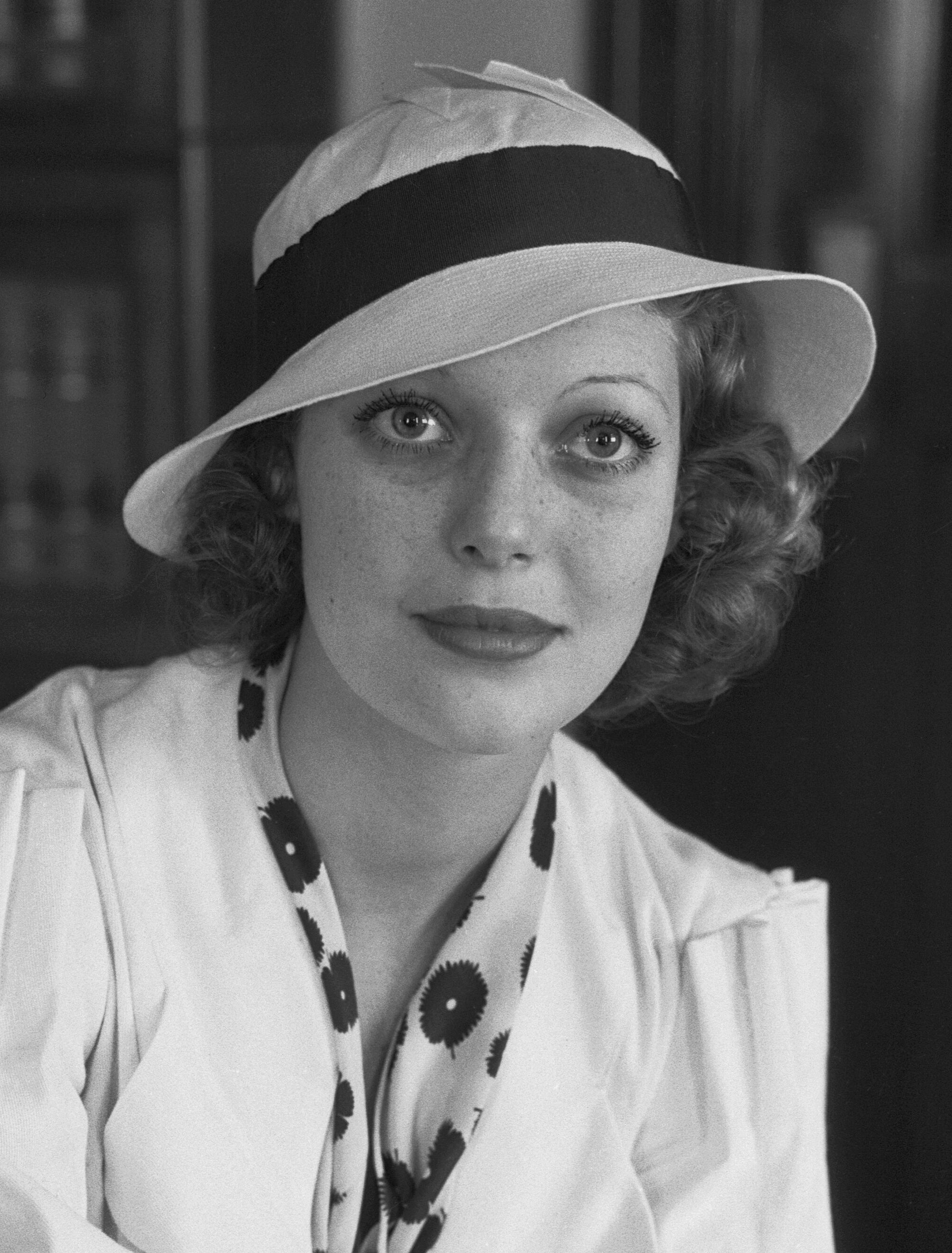
Loretta Young († 2000)

- 2000: Loretta Young, US-amerikanische Filmschauspielerin

### 21. Jahrhundert
- 2001: Joachim Tzschaschel deutscher Brigadegeneral, Abteilungsleiter im Bundesnachrichtendienst
- 2002: Enos Slaughter, US-amerikanischer Baseballspieler
- 2003: Walter J. Ong, US-amerikanischer Geistlicher, Literaturwissenschaftler und Medientheoretiker

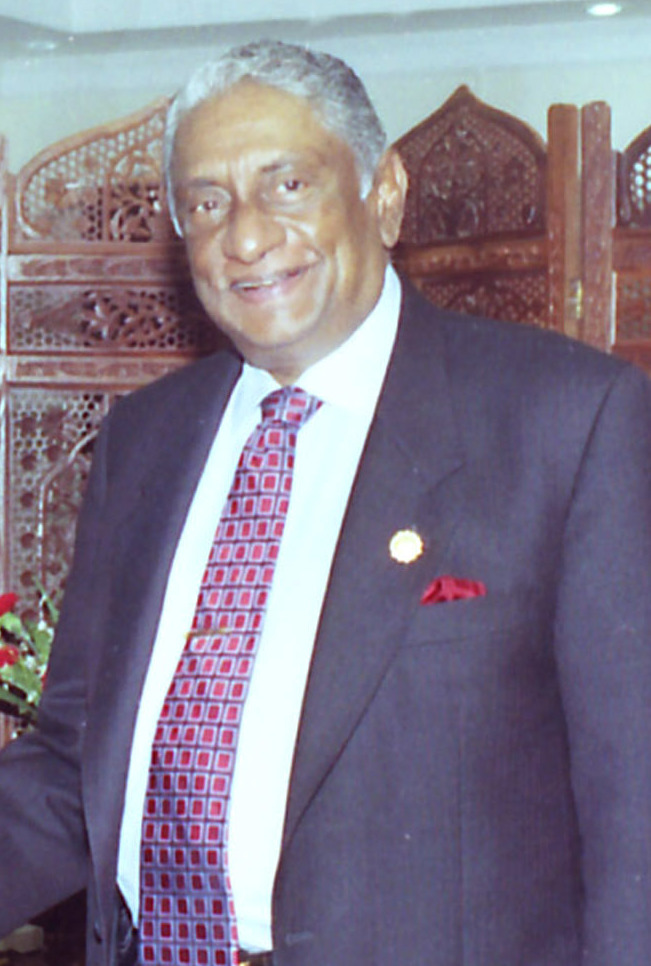
Lakshman Kadirgamar († 2005)

- 2003: Else Marie Hansen, dänische Schauspielerin und Opernsängerin
- 2003: Esteban Servellón, salvadorianischer Komponist, Musiker, Dirigent und Musikpädagoge
- 2004: Godfrey Hounsfield, britischer Elektroingenieur, Nobelpreisträger, einer der Väter der Computertomografie
- 2004: Carlo Ross, deutscher Schriftsteller
- 2005: Lakshman Kadirgamar, sri-lankischer Politiker
- 2005: Uwe Röhl, deutscher Kirchenmusiker, Organist und Komponist
- 2006: Jan Steler, polnisch-französischer Bobsportler, Architekt und Rennrodelfunktionär
- 2007: Ralph Alpher, US-amerikanischer Physiker
- 2007: Franz Antel, österreichischer Filmregisseur, Produzent und Autor
- 2008: Swetlana Ismailowna Chodschasch, russische Ägyptologin
- 2008: Donald Erb, US-amerikanischer Komponist
- 2008: Orlando Fals Borda, kolumbianischer Soziologe
- 2008: Francis Lacassin, französischer Journalist, Schriftsteller und Drehbuchautor
- 2009: Les Paul, US-amerikanischer Gitarrist
- 2009: Harry Zingel, deutscher Autor und Sozialökonom
- 2011: Patricia Acioli, brasilianische Richterin
- 2012: Henri Greder, französischer Automobilrennfahrer
- 2012: Ruedi Reich, Schweizer Theologe
- 2013: Emilio Gabba, italienischer Althistoriker
- 2013: Friso von Oranien-Nassau, niederländischer Adliger und Sohn von Beatrix
- 2013: György Vukán, ungarischer Komponist, Pianist und Jazzmusiker

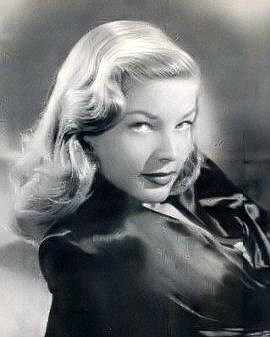
Lauren Bacall († 2014)

- 2014: Lauren Bacall, US-amerikanische Schauspielerin
- 2014: Josef Welzel, deutscher Experimentalarchäologe und Glaskünstler
- 2015: Jaakko Hintikka, finnischer Philosoph
- 2015: Reiner Pfeiffer, deutscher Journalist
- 2016: Michael Stiller, deutscher Journalist
- 2016: Dominik Surek, deutscher Ingenieur
- 2017: Fatima Ahmed Ibrahim, sudanesische Frauen- und Menschenrechtlerin
- 2017: Tudor Postelnicu, rumänischer Politiker
- 2018: Samir Amin, ägyptisch-französischer Ökonom und Autor
- 2018: Michael Scott Rohan, britischer Fantasy-Autor
- 2019: DJ Arafat, ivorischer Musiker
- 2019: Peter Scholz, deutscher Diplomat
- 2020: Josef Bulva, luxemburgischer Pianist
- 2020: Mary Hartline, US-amerikanische Schauspielerin und Moderatorin
- 2021: Kurt Biedenkopf, deutscher Politiker, Ministerpräsident von Sachsen
- 2021: Haydée Coloso, philippinische Schwimmerin
- 2022: Eino Kalpala, finnischer Skirennläufer und Rallyebeifahrer
- 2022: Natalia LL, polnische Künstlerin
- 2022: Wolfgang Petersen, deutscher Regisseur
- 2022: Wjatscheslaw Semenow, sowjetischer Fußballspieler
- 2023: Berit Lindholm, schwedische Opernsängerin, Sopran
- 2023: Madeleine Sauveur, deutsche Kabarettistin

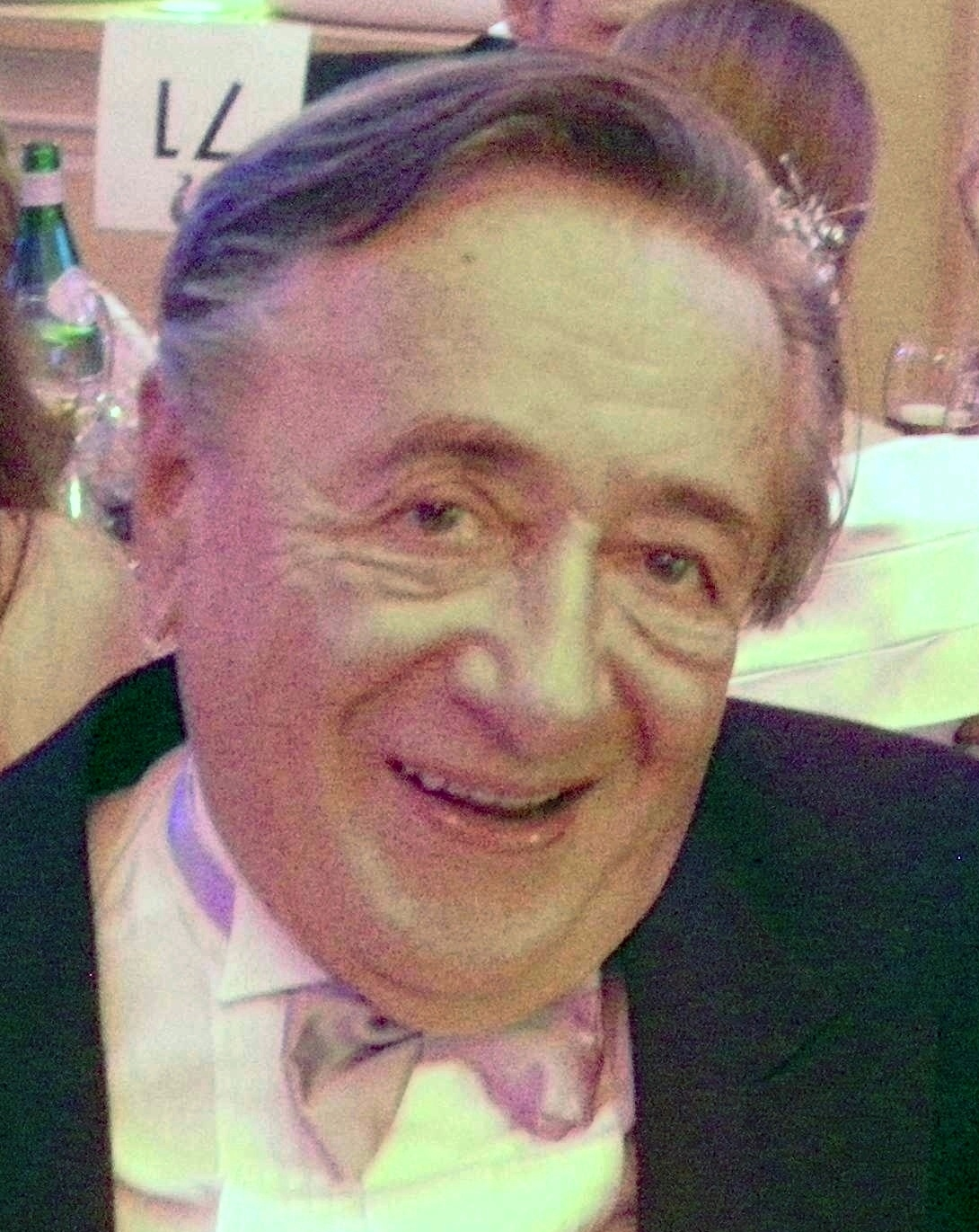
Richard Lugner († 2024)

- 2024: Richard Lugner, österreichischer Unternehmer
- 2025: Aisa Kirabo Kacyira, ruandische Politikerin und Diplomatin
- 2025ː Aino Pervik, estnische Schriftstellerin

## Feier- und Gedenktage
- Kirchliche Gedenktage
  - Paul Speratus, Bischof in Marienwerder und Liederdichter (evangelisch)

- Namenstage
  - Johannes

- Staatliche Feier- und Gedenktage
  - Thailand: Geburtstag von Königin Sirikit und Muttertag

- Sonstige
  - Glorious Twelfth, der traditionelle Beginn der Moorhuhnjagd in Großbritannien

Weitere Einträge enthält die Liste von Gedenk- und Aktionstagen.